# Bagger

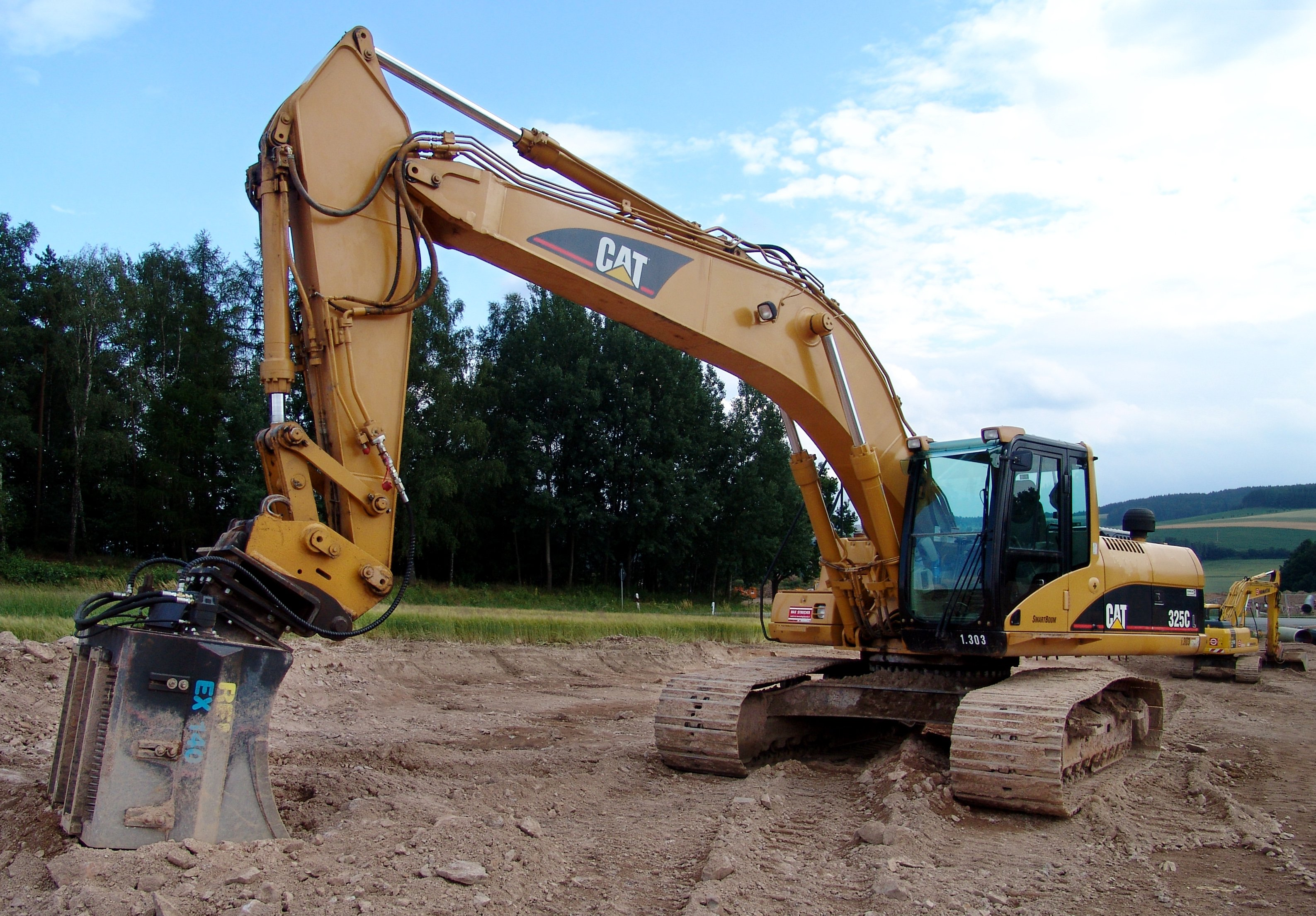
Raupenbagger Caterpillar 325C mit hydraulischem Sieblöffel

Ein Bagger ist eine Baumaschine zum Lösen und Bewegen von Boden und Fels, insbesondere zum Ausheben und Wiederverfüllen von Erdvertiefungen wie etwa Baugruben und Schächten. Auch zur Bewegung von Schütt- und anderen Gütern und bei der Gewinnung von Kohle und Erzen im Tagebau werden Bagger eingesetzt.
Bagger sind bis auf wenige Ausnahmen, etwa Schwimmbagger, selbstfahrende Landfahrzeuge und werden oft auf unebenem bzw. nicht-befestigtem Terrain eingesetzt. Daher sind sie meist auf hohe Geländegängigkeit ausgelegt, was in der Regel mit einem Allradantrieb oder Gleisketten erzielt wird. Die mechanische Bewegung der Ausleger, des Baggerlöffels oder Anbaugeräts wird üblicherweise per Hydraulik oder mit Elektromotoren bewirkt. Als Antrieb des Baggers dienen meist ein oder mehrere Diesel-, seltener auch Gas- oder Elektromotoren, die gegebenenfalls auch über Hydraulikpumpen den Öldruck für die Baggerhydraulik erzeugen.
Früher allgemein üblich, werden Seilzugmechanismen für die Schaufel- oder Löffelbewegung heute meist nur noch bei großen und sehr großen Baggern eingesetzt.

## Etymologie
Der Begriff Bagger kommt aus dem Niederländischen (vgl. Baggeren) und bezeichnet dort ursprünglich einen Sand- oder Schlammräumer (einen mit dem Freilegen des Hafenbodens beschäftigten Arbeiter).

## Gliederung der Baggermaschinen
Auf Grund der vielfältigen Bauformen und Anwendungsgebiete von Baggern lassen sich diese nach unterschiedlichen Kriterien gliedern. Eine übergeordnete Unterscheidung ist anhand des verwendeten Wirkprinzip zum Lösen von Boden oder Fels möglich. Dabei wird in
- mechanische
- hydraulische und
- pneumatische

Löseverfahren unterschieden. Auch Kombinationen wie das mechanisch-hydraulische Lösen finden Anwendung. In der Fachliteratur werden Bagger, die Boden und Fels rein mechanisch mittels eines Grabgefäßes lösen, nach Art des Grabgefäßes in Eingefäßbagger, Mehrgefäßbagger und Flachbagger unterschieden. Die Anordnung und Gestalt des Grabgefäßes bestimmt maßgeblich die Einsatzbedingungen und die Leistung eines Baggers bei bestimmten Bodenverhältnissen. Auch die Fels- und Bodenfräsen lösen Boden und insbesondere Fels ebenfalls rein mechanisch, im Gegensatz zu den Gefäßbaggern allerdings mit mehreren Meißeln.
Zu den Baggern, die Boden durch Unterdruck lösen, zählen die Saugbagger, wobei bei manchen dieser Maschinen eine Kombination aus mechanischem und hydraulischem Lösen zum Einsatz kommt. Gegenüber den mechanisch und hydraulisch lösenden Baggern ist der Einsatz von pneumatischen Saugbaggern eher selten anzutreffen.

### Eingefäßbagger
Eingefäßbagger zeichnen sich dadurch aus, dass diese zum Graben und Laden mit einem einzigen Grabgefäß ausgestattet sind. Da ein Wechselspiel aus Graben und Laden stattfindet, spricht man bei den Eingefäßbaggern von einem unstetigen oder auch diskontinuierlichen Baggerprozess. Der Unterschied zum Flachbagger besteht darin, dass der Vorschub zum Abtragen des Erdreiches nicht durch das Verfahren des gesamten Baggers erzeugt wird, sondern das Grabgefäß der Maschine bewegt wird. Man spricht auch von einem Standbagger. Eine weitere Gliederung der Eingefäßbagger erfolgt anhand des Einsatzzweckes in Einzweck- und Mehrzweckmaschinen. Einzweckmaschinen sind für eine ganz bestimmte Gewinnungsaufgabe, teils sogar für einen spezifischen Einsatzort konzipiert. Sie werden hauptsächlich im Tagebau oder bei Großbauprojekten, wie dem Kanalbau, eingesetzt. Mehrzweckmaschinen, auch als Universalbagger bezeichnet, können mit verschiedenen Arbeitsausstattungen betrieben werden, wodurch sie für den universellen Einsatz im Bauwesen besonders geeignet sind. In kleineren Gewinnungsbetrieben, wie Steinbrüchen oder Kiesgruben, werden Universalbagger eingesetzt. Gegenüber den Einzweckmaschinen ist ein Transport mit vertretbarem Aufwand möglich.
Eine weitere Gliederung erfolgt auf Grund der historischen Entwicklung der Eingefäßbagger sowohl für Ein- als auch für Mehrzweckmaschinen anhand des verwendeten Prinzips der Kraftübertragung in Seilbagger und Hydraulikbagger. Bei Seilbaggern wird die Antriebsenergie mittels Winden und Stahlseilen auf das Grabwerkzeug übertragen. Hydraulikbagger hingegen verfügen über ein Hydraulikaggregat. Die Grabwerkzeuge werden über Hydraulikzylinder bewegt.
Die konstruktive Ausführung von Eingefäßbaggern richtet sich maßgeblich nach den Grabwerkzeugen, die anhand der Bodenbeschaffenheit ausgewählt werden. Auf Grund der unterschiedlichen Funktionsweise der Seil- und Hydraulikbagger sind nicht alle Grabwerkzeuge für beide Maschinentypen einsetzbar. Neben den eigentlichen Grabwerkzeugen wurden für die Universalbagger auch weitere Anbaugeräte entwickelt, die nicht zum Lösen und Bewegen von Baggergut eingesetzt werden. Die folgende Tabelle gibt einen Überblick der wichtigsten Grab- und Ladewerkzeuge von Eingefäßbaggern und deren Verwendungsmöglichkeiten. Da zwischen der konstruktiven Ausführung von landgestützten und schwimmenden Eingefäßbaggern deutliche Unterschiede bestehen, werden diese getrennt beschrieben. Oft werden schwimmende Baggermaschinen auch als Nassbagger, landgestützte Bagger als Trockenbagger bezeichnet. Streng genommen zählen jedoch all diejenigen Bagger zu den Nassbaggern, die Baggergut fördern, dass unterhalb der Wasseroberfläche liegt. Beispiel hierfür ist ein Seilbagger mit Schürfkübel, der vom Ufer aus Kies fördert.
| landgestützte Eingefäßbagger | landgestützte Eingefäßbagger | landgestützte Eingefäßbagger |
| Seilbagger                   | Seilbagger                   | Seilbagger |
| ---------------------------- | ---------------------------- | --- |
| Einzweckmaschinen            |                              | |
| Hochlöffel                   |                              | Hochlöffel-Seilbagger als Einzweckmaschine werden in großen Tagebauen, wie z. B. der Kohle- und Erzgewinnung, eingesetzt. Sie lösen den Boden direkt oder nehmen zuvor gesprengtes Material auf und verladen es in Muldenkipper oder über mobile Brecher auf Bandanlagen. |
| Schürfkübel                  |                              | Im Tagebau werden große Seilbagger mit Schürfkübel zum Bewegen von Abraum eingesetzt. Sie verfügen zur Fortbewegung über ein Schreitwerk und können durch den langen Ausleger Abraum über vergleichsweise große Distanz transportieren. |
| Mehrzweckmaschinen           |                              | |
| Hochlöffel                   |                              | Hochlöffel-Seilbagger als Mehrzweckmaschinen wurden auf größeren Erdbaustellen eingesetzt und sind heute weitgehend durch Hydraulikbagger verdrängt. Auch kleinere Steinbrüche haben diese Universalbagger mit Hochlöffelausrüstung eingesetzt, da es für Bagger mit kleinen bis mittleren Löffelinhalten keine speziellen Einzweckmaschinen gab.                                                                      |
| Tieflöffel                   |                              | Universalbagger mit Tieflöffel wurden vor der Verbreitung des Hydraulikbaggers auf Baustellen zum Ausheben von Gruben eingesetzt und zählten bis in die 1960er Jahre zu den Standardmaschinen auf Baustellen. |
| Greifer (Zweischalengreifer) |                              | Zum Materialumschlag in Betrieben und Häfen sowie auf Baustellen zum Be- und Entladen von Kippern war ein Seilbagger mit Greiferausrüstung im zwanzigsten Jahrhundert die Standardmaschine. Trotz der Verdrängung durch Hydraulikbagger werden vereinzelt noch Seilbagger mit Greifern eingesetzt, da diese durch den Ausleger über einen höheren Arbeitsradius verfügen als Hydraulikbagger.                          |
| Schürfkübel                  |                              | Mehrzweck-Seilbagger mit Schürfkübelausrüstung werden hauptsächlich in Sand- und Kiesgruben eingesetzt. An Kiesseen dienen diese Maschinen insbesondere zur Förderung des Baggergutes aus dem Wasser heraus, während der Bagger an Land steht. |
| Schlitzwandgreifer           |                              | Zum Ausheben von Gräben für Schlitzwände werden Universalbagger mit einer speziellen Schlitzwandausrüstung verwendet. Auf Grund der Aushubtiefe ist dies mit Hydraulikmaschinen schwierig. |
| Hydraulikbagger              |                              | |
| Einzweckmaschinen            |                              | |
| Hochlöffel                   |                              | Zur Gewinnung von Rohstoffen werden heute in kleinen und mittleren Tagebaubetrieben anstelle von Seilbaggern Hydraulikbagger mit Hochlöffel eingesetzt. Diese sind wirtschaftlicher und wartungsärmer als Seilbagger. In größeren Tagebaubetrieben, beispielsweise den Kohletagebauen in den USA, kommen bei einem diskontinuierlichen Abbauverfahren nach wie vor Seilbagger zum Einsatz.                             |
| Mehrzweckmaschinen           |                              | |
| Tieflöffel                   |                              | Hydraulikbagger mit Tieflöffel sind weltweit auf jeder Erdbaustelle im Einsatz. Sie werden zum Ausheben von Baugruben und Bewegen von Erdreich verwendet und haben Seilbagger mit Tieflöffel vollständig abgelöst. |
| Greifer (Zweischalengreifer) |                              | Im Bauwesen werden Hydraulikbagger mit Greifern als Anbaugerät zum Ausheben von Gräben und zum Verladen von Erdreich eingesetzt. Der Wechsel zu anderen Arbeitsausrüstungen wie dem Tieflöffel ist durch Schnellwechsler innerhalb kürzerer Zeit möglich. Gegenüber den Greifern, die bei Seilbaggern verwendet werden und die über Seilzüge geschlossen werden, werden diese Greifer über Hydraulikzylinder betätigt. |

Weitere Anbaugeräte, die mit Universalbaggern verwendet werden, sind beispielsweise Rammeinrichtungen, Abrissbirnen, Felsmeißel sowie Bohr- und Verrohrungsgeräte. Siehe auch Anbaugeräte.
| schwimmende Eingefäßbagger        | schwimmende Eingefäßbagger | schwimmende Eingefäßbagger |
| Seilbagger-Einzweckmaschinen      | Seilbagger-Einzweckmaschinen | |
| --------------------------------- | --- | --- |
| Hochlöffel                        | | Schwimmbagger mit Hochlöffel kommen zum Einsatz, wenn zum Lösen von Gestein unterhalb der Wasseroberfläche hohe Reißkräfte erforderlich sind. Dies ist beispielsweise beim Aushub von Hafenbecken oder Kanälen in felsigen Bereichen der Fall. Hochlöffel-Schwimmbagger werden überwiegend in Nordamerika und England eingesetzt. Dort werden sie als dipper dredger bezeichnet. Auf dem europäischen Festland sind sie nicht anzutreffen.                                                                          |
| Greifer (Zweischalengreifer)      | | Schwimmbagger mit Greiferausrüstung werden im Wasserbau sowie zum Umschlag von Schüttgut eingesetzt. Während kleinere und mittlere Schwimmbagger aus einem herkömmlichen Seilbagger-Oberwagen bestehen, der auf ein Ponton montiert ist, sind größere Maschinen spezielle Konstruktionen, die teilweise auch über zusätzliche Stelzen zur Stabilisation sowie einen eigenen Antrieb verfügen. Schwimmbagger mit Greiferausrüstung eignen sich für leichtere Böden. Die maximal mögliche Baggertiefe liegt bei 35 m. |
| Greifer (Zweischalengreifer)      | Schwimmgreiferanlagen, auch Tiefengreifer genannt, werden in Kies- und Sandwerken zur Gewinnung eingesetzt. Mit einer Baggertiefe von bis zu 100 Metern können sie überall dort Rohstoffe fördern, wo der Einsatz von Eimerketten- und Saugbaggern nicht mehr möglich ist. | |
| Hydraulikbagger-Einzweckmaschinen | | |
| Tieflöffel                        | | Hydraulikbagger zur Nassbaggerei bestehen überwiegend aus herkömmlichen Oberwagen, die auf ein Schiff oder Ponton montiert sind. Sie werden zum Wasserbau und zur Instandhaltung von Binnengewässern und Häfen eingesetzt. Auf Grund der begrenzten Auslegerlänge ist der Aktionsradius auf geringe Wassertiefen beschränkt. |
| Greifer                           | | Hydraulikbagger zur Nassbaggerei bestehen überwiegend aus herkömmlichen Oberwagen, die auf ein Schiff oder Ponton montiert sind. Sie werden zum Wasserbau und zur Instandhaltung von Binnengewässern und Häfen eingesetzt. Auf Grund der begrenzten Auslegerlänge ist der Aktionsradius auf geringe Wassertiefen beschränkt. |

### Mehrgefäßbagger
Mehrgefäßbagger verfügen über mehrere Grabgefäße, die endlos miteinander verbunden sind und umlaufend angetrieben werden. Dadurch findet ein stetiges Graben und Entladen statt, weshalb man bei Mehrgefäßbaggern auch von stetig oder kontinuierlich arbeitenden Baggern spricht. Der Vorschub erfolgt bei Mehrgefäßbaggern entweder durch ein Verstellen des Baggerwerkzeuges oder durch ein Verfahren der gesamten Maschine.
Anhand der Art der Kraftübertragung auf die Grabgefäße werden die Mehrgefäßbagger in Eimerkettenbagger und Schaufelradbagger unterschieden. Bei beiden Maschinentypen wird das Baggergut mit dem Grabgefäßen aufgenommen und an einer anderen Stelle wieder abgegeben. In der Regel erfolgt die Abgabe auf ein Förderband.

#### Eimerkettenbagger
Bei den Eimerkettenbaggern sind eimerförmige Grabgefäße an einer endlosen Kette, der Eimerkette, befestigt. Die Kette wird über einen Antriebsturas mittels Motor und Getriebe angetrieben und an ein oder mehreren Stellen umgelenkt. Das Baggergut wird von den umlaufenden Eimern gelöst und in diesen bis zur Abgabestelle befördert.
Eimerkettenbagger lassen sich anhand ihres Einsatzortes in landgestützt und schwimmend unterteilen. Eine weitere Gliederung erfolgt oft anhand der Baugröße und der Anwendung. Schwimmende Eimerkettenbagger lassen sich zudem in Flussbagger und Seebagger unterteilen. Während Flussbagger in Binnengewässern zur Kies- und Sandgewinnung sowie zur Vertiefung und Instandhaltung von Wasserstraßen eingesetzt werden und über keinen eigenen Fahrantrieb verfügen, sind Seebagger hochseetaugliche Schiffe oft mit eigenem Fahrantrieb. Während Flussbagger gerade in der ersten Hälfte des 20. Jahrhunderts vielerorts im Einsatz waren, sind Seebagger als Eimerkettenbagger seltener anzutreffen. Sie werden zur Landgewinnung sowie im Meeresbergbau eingesetzt.
| landgestützte Eimerkettenbagger        | landgestützte Eimerkettenbagger | landgestützte Eimerkettenbagger |
| -------------------------------------- | --- | --- |
| Grabenbagger mit Eimerkette            | | Im Bauwesen werden Gräben für Kabel und Leitungen mit unter anderem mittels Eimerketten-Grabenbaggern ausgehoben, wobei heute eher Grabenfräsen oder Grabenbagger mit Schaufelrad zum Einsatz kommen. |
| kleine Eimerkettenbagger               | | Einsatz in kleineren Betrieben der Grundstoffindustrie, insbesondere zum Abbau von Lehm und Ton in Ziegeleien. |
| Eimerkettenbagger mittlerer Größe      | | Einsatz in größeren Gewinnungsbetrieben der Grundstoffindustrie, insbesondere bei der Kies- und Sandgewinnung. Bis in die Mitte des 20. Jahrhunderts wurden Eimerkettenbagger mittlerer Größe auch auf größeren Erdbaustellen, z. B. beim Kanalbau, eingesetzt. |
| Eimerkettenbagger als Tagebaugroßgerät | | Einsatz in größeren Tagebauen der Braunkohle- und Kreidegewinnung. |
| schwimmende Eimerkettenbagger          | | |
| Flussbagger                            | | Zur Kies- und Sandgewinnung in Binnengewässern werden Eimerkettenbagger auf Pontons eingesetzt. Mit diesen wird das Abbaumaterial aus Tiefen bis ca. 20 Metern gefördert und auf schwimmende Bandanlagen oder Schuten verladen. Die Abbauposition des Baggers wird über Stahlseile, die am Ufer befestigt sind, und entsprechende Winden auf dem Ponton verändert. Sie verfügen über keinen eigenen Fahrantrieb. |
| Flussbagger                            | Zur Instandhaltung von Häfen und Schifffahrtswegen sowie zur Kiesgewinnung in größeren Flüssen werden neben Saugbaggern auch Eimerkettenbagger eingesetzt. Diese sind meist deutlich größer ausgeführt als die Eimerkettenbagger, die in Kies- und Sandgruben arbeiten. Zum Ändern der Baggerposition werden überwiegend Schlepper eingesetzt. Diese Eimerkettenbagger sind ebenfalls als Ponton ausgeführt und verfügen über keinen eigenen Fahrantrieb. Die Fördermaschine wurde früher mittels einer Dampfmaschine angetrieben. Heute haben diese Dieselmotoren. Weiterführender Artikel: Baggerschiff Minden | |
| Flussbagger                            | Zur Gold- und Zinngewinnung in Nordamerika und Australien kommen spezielle Eimerkettenbagger, die sog. Goldbagger, zum Einsatz. Diese enthalten teilweise komplette Aufbereitungsanlagen. Weiterführende Artikel: Goldbagger | |
| Seebagger                              | | Seetaugliche Eimerkettenbagger mit eigenem Fahrantrieb werden als Seebagger bezeichnet. Gegenüber den pontongestützten Flussbaggern werden sie den Schiffen zugeordnet. Seebagger sind auf Grund ihrer speziellen Verwendung im Wasserbau in Küstennähe sowie im Meeresbergbau recht selten. |

#### Schaufelradbagger
Bei den Schaufelradbaggern sind die Grabgefäße fest an einem Rad befestigt, das über ein Getriebe angetrieben wird.
Einteilung Schaufelradbagger: mit Vorschub, ohne Vorschub.
| Grabenbagger mit Schaufelrad           |  | Auch Schaufelradbagger können als Grabenbagger eingesetzt werden. Gegenüber Grabenfräsen und Grabenbaggern mit Eimerkette ist deren Grabtiefe nicht nur durch den Ausleger, sondern auch durch den Radius des Schaufelrades begrenzt. |
| Kompaktschaufelradbagger               |  | Kompaktschaufelradbagger werden in kleineren Tagebauen zum Abbau oder Haldenbetrieb eingesetzt. Auch im Erdbau finden sie Anwendung, wenn sehr große Erdmassen über einen längeren Zeitraum abgebaut und bewegt werden müssen. Beispiele hierfür sind der Bau von Autobahnen, Staudämmen oder Kanälen. Die Geräte sind heute standardisiert und verfügen ausschließlich über Raupenfahrwerke. Das Fördergut wird üblicherweise mit Bandanlagen weitertransportiert. |
| Schaufelradbagger als Tagebaugroßgerät |  | In großen Tagebaubetrieben, insbesondere im Braunkohletagebau in Europa, spielen Schaufelradbagger als Gewinnungsmaschinen eine wichtige Rolle. Diese Tagebaugroßgeräte sind oft mehrere hundert Meter lang und Teil einer Großanlage aus Bandanlagen und Absetzern für die kontinuierliche Förderung. Weiterführender Artikel: Schaufelradbagger. |

### Flachbagger
Flachbagger unterscheiden sich gegenüber den Gefäßbaggern durch die Art des Bodenabtrages in Form von dünnen Schichten. Diese werden durch das Baggerwerkzeug gelöst und verschoben oder mittels eines Kübels aufgenommen. Die Grabbewegung findet durch Verfahren der gesamten Baggermaschine statt. Flachbagger werden hauptsächlich für horizontale Erdarbeiten wie das Planieren von Flächen oder Geländeformen eingesetzt, wohingegen die Ein- und Mehrgefäßbagger ihre Hauptanwendung bei vertikalen Erdarbeiten finden. Flachbagger gliedern sich in:
| Planiermaschinen     |  | Planiermaschinen lösen das Erdreich während des Fahrens mit einem Planierschild als Grabwerkzeug, der frontal an der Maschine angeordnet ist. Das Erdreich kann nach dem Lösen nicht vom Planierschild aufgenommen werden, sondern wird von diesem vor der Maschine hergeschoben. Planiermaschinen verfügen meist über ein Raupenfahrwerk, weshalb diese auch bei schwierigen Bodenverhältnissen eingesetzt werden können. Haupteinsatzgebiet ist der Erdbau.                  |
| Grader               |  | Grader, auch Planierer, Erdhobel oder Straßenhobel genannt, lösen das Erdreich ebenfalls mit einem Planierschild. Dieser ist jedoch in der Mitte der Maschine angeordnet, wodurch er wesentlich geringere Vertikalbewegungen erfährt, wenn die Maschine über unebenen Boden fährt. Außerdem ist der Planierschild drehbar. Erdhobel werden deshalb gegenüber Planiermaschinen zum Erstellen von Gelände- und Trassenprofilen im Erdbau, insbesondere im Straßenbau, verwendet. |
| Schürfkübelmaschinen |  | Schürfkübelmaschinen lösen das Erdreich während des Fahrens mit einem Schürfkübel als Grabwerkzeug. Dieser ist meist in der Mitte der Maschine angeordnet und nimmt das gelöste Erdreich nach dem Schneiden auf. Der gefüllte Schürfkübel wird dann vom Boden gelöst und zum Transport des Erdreichs verwendet. An der Abgabestelle wird das Erdreich während des Fahrens durch Kippen des Kübels verteilt. Schürfkübelmaschinen gliedern sich in Schürfzüge und Schürfraupen. |

### Fels- und Bodenfräsen
| Tagebaufräsen (Continuous Surface Miner) |  | Tagebaufräsen sind kontinuierlich arbeitende Tagebaugeräte, die über eine Fräswalze das Gestein schichtweise lösen und teils auch auf eine Bandanlage oder einen Muldenkipper fördern. Tagebaufräsen werden insbesondere zum Lösen von hartem Gestein eingesetzt, da dies mit anderen Tagebaugeräten wie Eimerkettenbagger und Schaufelradbagger nicht möglich ist. |
| Asphaltfräsen                            |  | Asphaltfräsen sind Straßenbaumaschinen, die zum Abtragen von Asphaltdecken eingesetzt werden. Auch diese Maschinen verfügen über Fräswalzen. Streng genommen gehören die Asphaltfräsen nicht zu den Baggermaschinen, da sie keinen natürlich gewachsenen Boden lösen, sie weisen jedoch sonst die Merkmale eines Baggers, das „Lösen und Befördern“, auf.           |
| Grabenfräsen                             |  | Grabenfräsen verfügen über speziell angeordnete Meißel, wodurch sehr schmale tiefe Gräben ausgehoben werden können. Diese Maschinen sind deshalb geeignet, Kabel automatisiert über große Distanzen zu verlegen. |

### Saugbagger

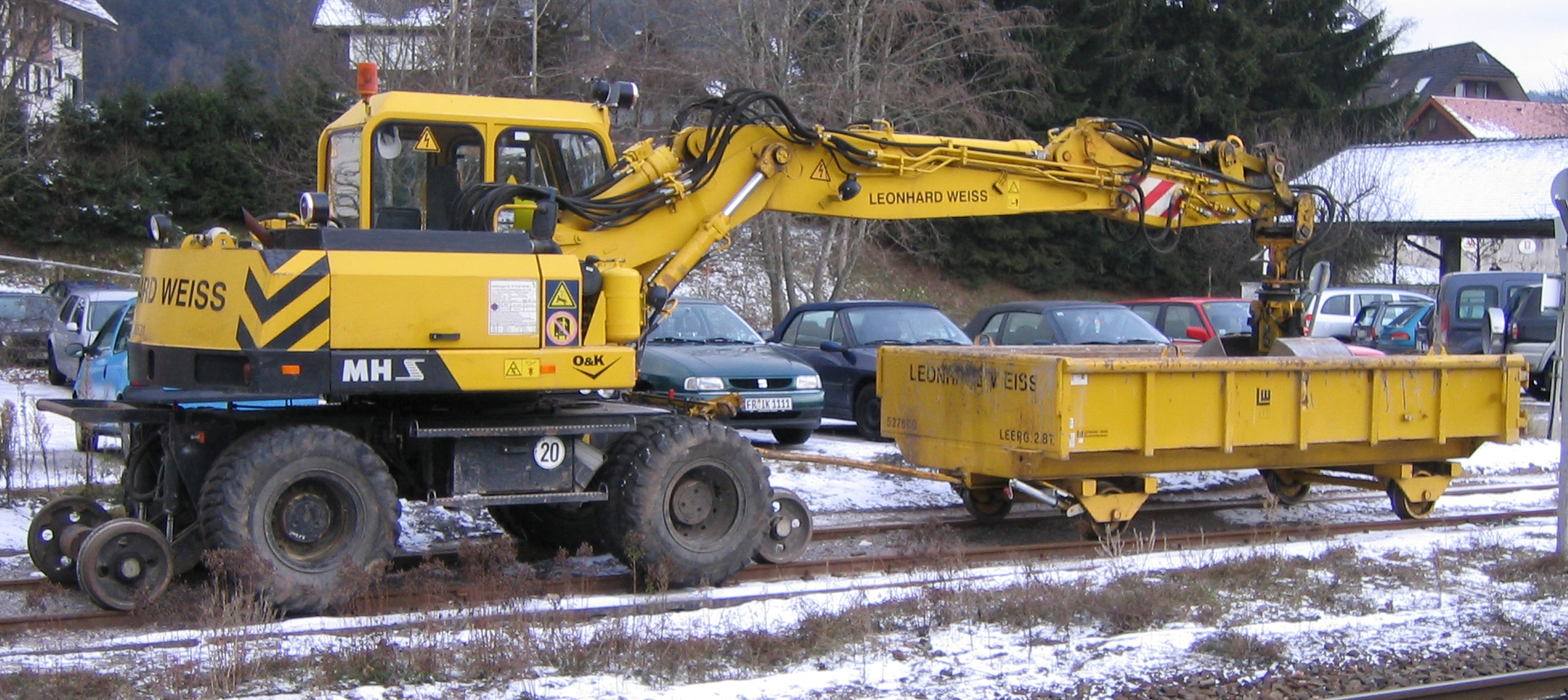
Bagger als Zweiwegefahrzeug

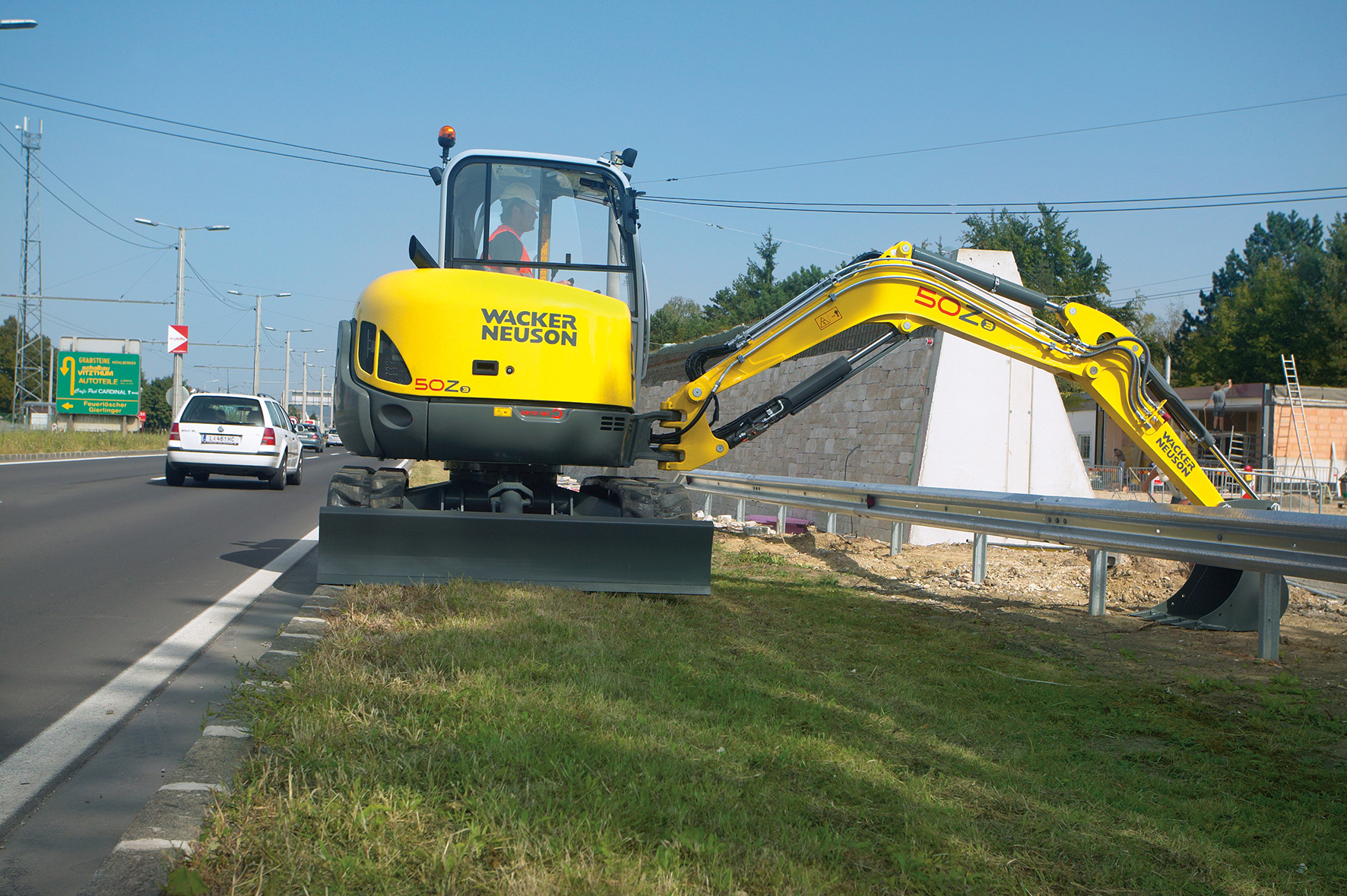
Kurzheckbagger bei Straßenarbeiten

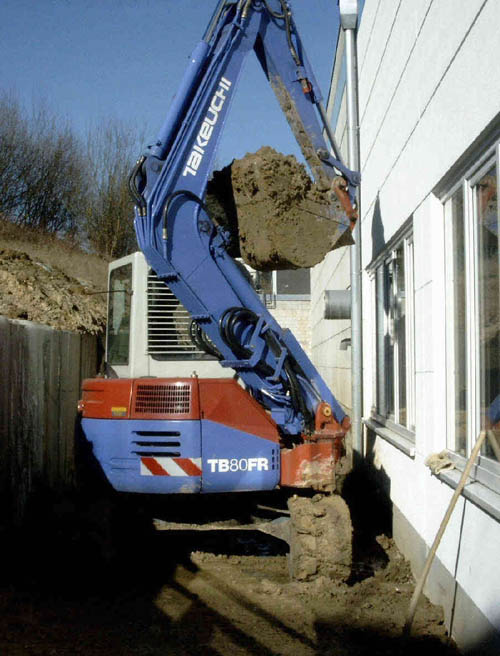
Hüllkreisbagger 8 t

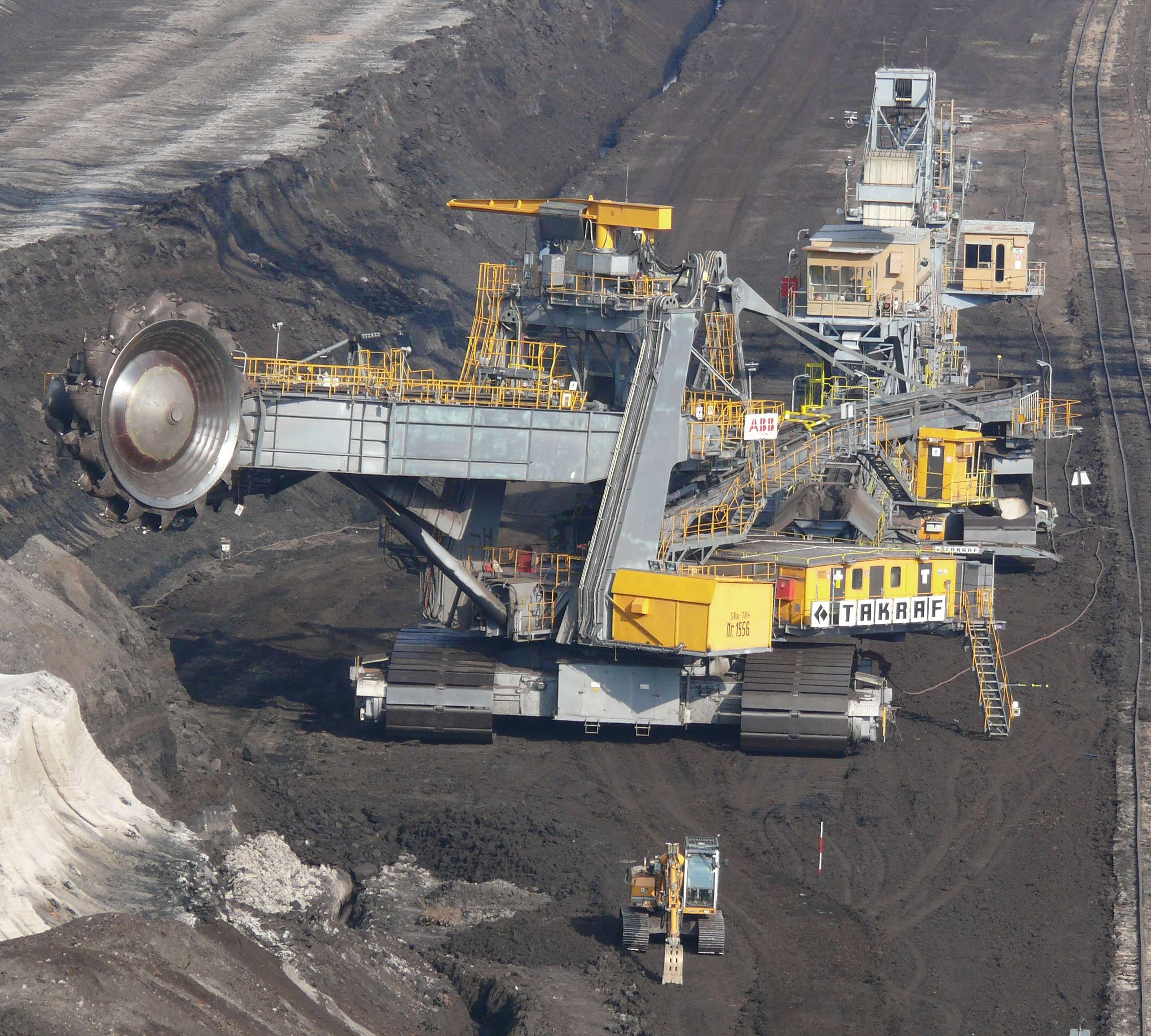
Größenvergleich zwischen Schaufelradbagger und Löffelbagger

Saugbagger verwenden zum Lösen und Fördern des Baggermaterials hydraulische oder pneumatische Verfahren. Ein Saugbagger besteht im Wesentlichen aus einer Kreiselpumpe bzw. Ventilator und einer bis zum Grund reichenden Saugleitung. Beim Baggern wird direkt über dem Grund Wasser bzw. Luft eingesaugt, wobei das Baggergut um den Saugkopf herum durch den Unterdruck gelöst und mit in die Saugleitung befördert wird. Das Gemisch aus Transportmedium und Baggergut wird an Bord des Saugbaggers entweder voneinander getrennt oder durch eine Rohrleitung zum Zielort weiterbefördert. Da ein Einsaugen von schwer lösbaren Böden nur mit hohem Druck möglich ist, werden bei einigen Saugbaggertypen zusätzlich auch mechanische Löseverfahren verwendet. Bei den Schneidkopfsaugbaggern wird beispielsweise das Baggergut durch rotierende Meißel am Saugkopf gelöst und dann eingesaugt. Das Haupteinsatzgebiet dieser Bagger ist die Nassbaggerei, d. h. die Gewinnung bzw. Beseitigung von Sand, Kies oder Schlick vom Grund eines Gewässers oder dem Meeresboden (bis auf eine vorgegebene Tiefe).
| rein hydraulisch oder pneumatisch arbeitende Saugbagger | rein hydraulisch oder pneumatisch arbeitende Saugbagger | rein hydraulisch oder pneumatisch arbeitende Saugbagger |
| ------------------------------------------------------- | ------------------------------------------------------- | --- |
| Grundsaugbagger in Sandgruben                           |                                                         | Zum Fördern von Sand und Kies im Nassverfahren werden Grundsaugbagger eingesetzt. Diese bestehen aus einem Ponton, auf dem Antrieb, Baggerpumpe und Saugrohr montiert sind. Das Saugrohr wird über eine Hebeeinrichtung auf den Grund des Kiessees herabgelassen. Über eine Saugleitung, die ebenfalls auf Pontons angebracht ist, wird das Baggergut ans Ufer gepumpt. Saugbagger zur Sand- und Kiesgewinnung in Binnengewässern können bis zu einer Abbautiefe vom ca. 35 Metern, mit zusätzlicher Unterwasserpumpe bis 50 Metern eingesetzt werden. Da Grundsaugbagger über keine mechanischen Lösehilfen verfügen, können diese nur bei leicht-lösbaren Kies- oder Sandlagerstätten eingesetzt werden. Durch den Einsatz einer hydraulischen Lösehilfe in Form von Spritzdüsen am Saugkopf, der sog. Jet-Einrichtung, können Grundsaugbagger auch bei bestimmten schwer lösbare Böden noch eingesetzt werden. |
| Saugbagger im städtischen Tiefbau                       |                                                         | Insbesondere im städtischen Tiefbau, aber auch in der Abfallentsorgung, im Hochbau und der Industrie, kommen pneumatische Saugbagger zum Einsatz. Wesentlicher Vorteil gegenüber herkömmlichen Löffelbaggern ist der geringere Platzbedarf durch den Entfall des Schwenkbereichs und der Kombination von Aushub und Transport in einem Fahrzeug. |
| hydraulisch-mechanisch arbeitende Saugbagger            |                                                         | |
| Schneidkopfsaugbagger (Cutterbagger)                    |                                                         | Schneidkopfbagger verfügen am Saugkopf über einen zusätzlichen Schneidkopf. Die dort angeordneten rotierenden Meißel lösen das Baggergut, bevor es eingesaugt wird. Deshalb sind Schneidkopfsaugbagger besonders für schwer lösbare Böden geeignet. Zur Gewinnung von Sand und Kies werden Schneidkopfsaugbagger in derselben Bauform wie Grundsaugbagger eingesetzt. Die Maschinen verfügen lediglich über einen zusätzlichen Antrieb für den Schneidkopf. Zum Bau und für die Instandhaltung von Häfen und Schifffahrtswegen sind jedoch auch größere Maschinen in Betrieb. |
| Hopperbagger                                            |                                                         | Hopperbagger sind seegängige Saugbagger, die über seitlich angeordnete Schleppköpfe verfügen. Die Schleppköpfe verfügen über eine Saugeinrichtung sowie über mechanische Lösehilfen, wie Reißzähne oder Druckwasserdüsen. Die Schleppköpfe werden über den Meeresgrund gezogen und das so gelöste Material wird über Saugkopf und Rohrleitung ins Schiff befördert. Hopperbagger sind meist Laderaumsaugbagger, d. h. das Material wird zunächst an Bord gelagert und später durch Spülen von Bord gepumpt. Gegenüber den Schneidkopfsaugbaggern sind Hopperbagger eher für leichte Böden wie Sand geeignet. |

## Konstruktive Merkmale von Baggern

### Fahr- bzw. Schreitwerke
Bei landgestützten Baggern kommen folgende Fahr- bzw. Schreitwerke zum Einsatz:
- Raupenbagger bzw. Kettenbagger mit einem Einsatzgewicht bis zu 1000 t, die auf Raupen fahren. Im Tagebau wurden Löffelbagger bis zu 6500 t auf vier Doppel-Kettenlaufwerken bewegt.
- Radbagger, auch als Mobilbagger bezeichnet, mit einem Einsatzgewicht von etwa 8 t bis 100 t, die immer auf Rädern fahren. Die meisten Mobilbagger besitzen einen Allradantrieb.
- Geländegängige Schreitbagger können über den Baggerarm und das Räderpaar schreiten (Laufartiges Hoppeln), ca. 10 t. Im Tagebau schreiten die größten Schürfkübelbagger auf zwei bis vier „Schuhen“, bis jetzt 13.500 t. Während der Arbeit sitzen sie auf einer runden Grundplatte.
- Zweiwegebagger sind meist Mobilbagger (selten auch kleine Kettenbagger), die zusätzlich mit einem absenkbaren Schienenfahrwerk ausgestattet sind, um auf Gleisstrecken (auch in sonst unzugänglichen Bereichen) Arbeiten am Gleis und am Bahndamm durchführen zu können.

### Auslegertypen
- Knickarm
- Teleskoparm[34]
- Hochreichender Knickarm
- Dreh-, Kippgelenk zwischen Arm-Ende und Schaufel
- Ausleger mit hängendem Seil (Flaschenzug)
- Zusätzlicher horizontaler Seilzug eines Schürfbaggers

### Klassifizierung nach Größe
- Minibagger oder Kleinbagger mit einem Einsatzgewicht von etwa 0,75 t bis 6 t, die regelmäßig auf Gummiketten fahren. Die kleinsten Bagger haben eine Breite von unter 1 m und können somit auch für spezielle Aufgaben innerhalb von Gebäuden eingesetzt werden (z. B. mit Hydraulikhammer für kleinere Abbrucharbeiten).
- Midibagger mit einem Einsatzgewicht von etwa 7 t bis 10 t, die i. A. auf Rädern fahren.
- Mittelklassebagger mit einem Einsatzgewicht von etwa 10 t bis 60 t. Motorleistung 50 kW bis 300 kW. 0,5 m³ bis 3,0 m³ Tieflöffelvolumen. Die größeren Bagger dieser Klasse fahren auf Ketten. Typischer Einsatz auf Baustellen z. B. für den Baugrubenaushub (leichter Erdbau) oder die größeren Geräte beim schweren Erdbau (Straßenbau, Kanalbau).
- Großbagger mit einem Einsatzgewicht von etwa 60 t bis 200 t. Motorleistung 300 kW bis 800 kW. 3,0 m³ bis 15,0 m³ Tieflöffelvolumen. Einsatz z. B. in Steinbrüchen.
- Größtbagger mit einem Einsatzgewicht von über 200 t bis >10.000 t. Motorleistung >800 kW. Fördergefäß 15,0 m³ bis >100 m³ Volumen. Einsatz z. B. Erzgewinnung.

### Leistungsfähigkeitskriterien
Wie leistungsfähig ein Bagger tatsächlich ist, kann anhand der folgenden Kriterien bestimmt werden:
- Tragfähigkeit in Abhängigkeit von Ausladung und Abstützung
- Grabtiefe, Ausschütthöhe und Reichweite
- Grabkraft (Reiß-, Losbrech-, Vorstoß- und Schließkraft)
- mögliche Anbaugeräte und deren Füllvolumina
- Dauer eines repräsentativen Arbeitsspiels (z. B. Graben – Heben – Schwenken – Entleeren – Rückschwenken – Senken)

## Allgemeine Beschreibungen
Ein Standbagger zeichnet sich in der Regel durch einen um 360° drehbaren Aufbau mit einem Ausleger aus, an dessen Ende ein Anbaugerät montiert werden kann. Es gibt zweigeteilte Ausleger, die Verstellausleger genannt werden, und Monoblockausleger. Die Ausleger und die Anbaugeräte werden durch Hydraulik bewegt. Daher wird er auch Hydraulikbagger genannt. Darüber hinaus gibt es auch Seilbagger, Schaufelradbagger, Schürf- bzw. Löffelbagger, Saugbagger u. v. m.
Als spezielle Variante sind Zweiwegebagger in der Lage, auch auf den Gleisen von Eisenbahnen zu fahren. Weiterhin gibt es Schreitbagger mit zwei Rädern und zwei Stützen speziell für unwegsames Gelände.
Im Unterschied zum Radlader ist ein Tieflöffelbagger durch seinen weit heb- und senkbaren Ausleger in der Lage, auch deutlich unterhalb seiner eigenen Standebene zu arbeiten, und wird dadurch bevorzugt zum Ausheben von Baugruben u. Ä. eingesetzt. Eine Kombination der beiden stellt der Baggerlader dar.
Bagger haben fast immer nur einen Fahrersitz. Beim Bewegen im öffentlichen Verkehrsraum wird nur die Fahrerlaubnisklasse L benötigt, da deren bauartbestimmte Höchstgeschwindigkeit in der Regel nicht höher als 20 km/h ist.

## Anbaugeräte
Anbaugeräte für Bagger sind
- Löffel
  - Hochlöffel
  - Tieflöffel
  - Grabenräumlöffel
  - Schwenklöffel1
- Abbaulöffel
- Drainagelöffel

- Greiferlöffel/Greifwerkzeuge1
  - Sortiergreifer1
  - Zweischalengreifer1
  - Holzgreifer

→ Schrott
- Mehrschalengreifer1
- Magnet1
- Schrottschere1
- Rohrzange1 → Abbruch

- Brecherlöffel
- Kombi- oder Vielseitigkeitslöffel
- Haken
- Spaten
- Abrissbirne

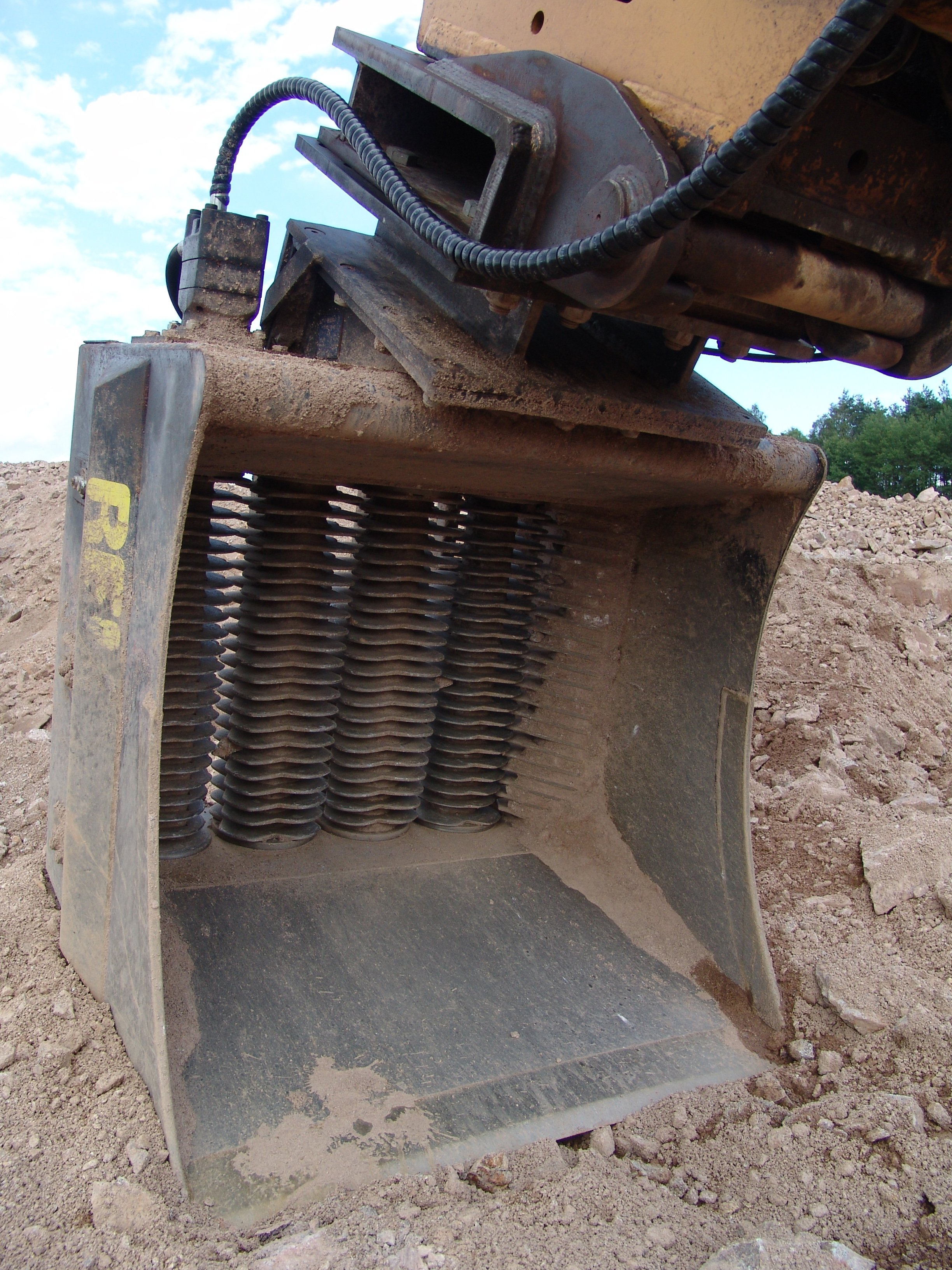
Sieblöffel

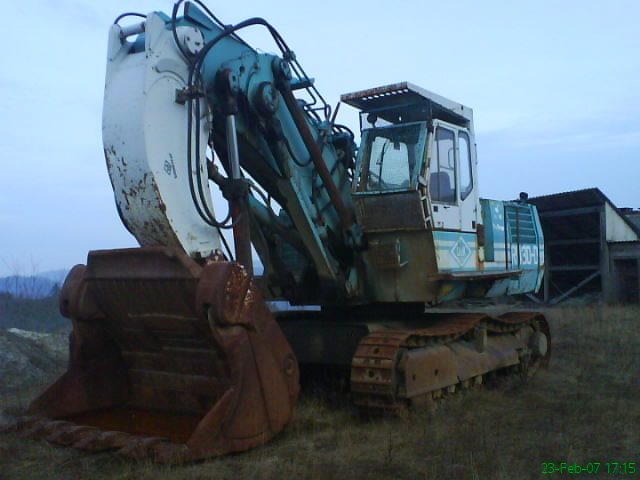
O&K RH 30-D Hochlöffelbagger

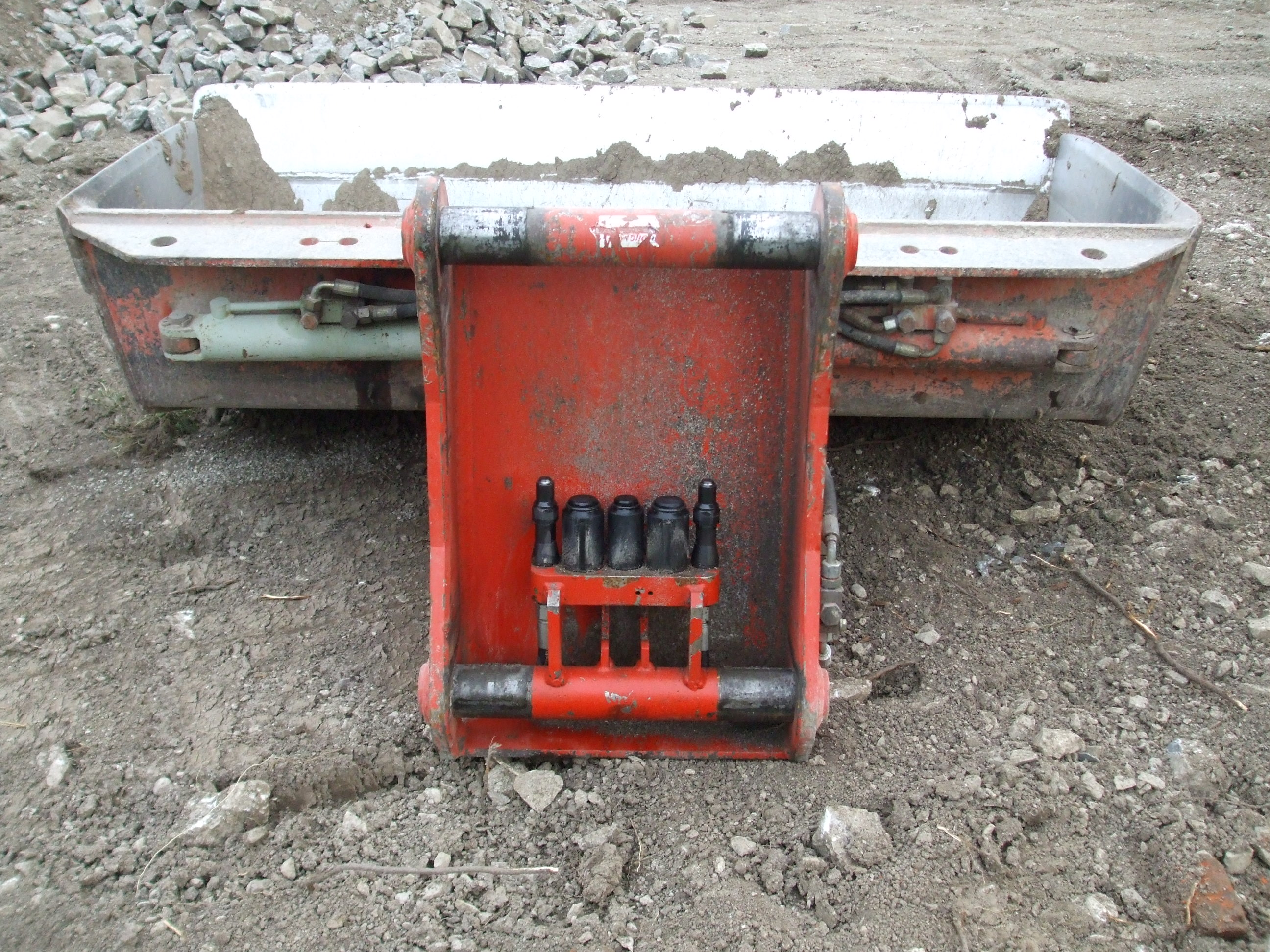
(OilQuick-)Schnellkupplungsanschluss an einem kippbaren Löffel

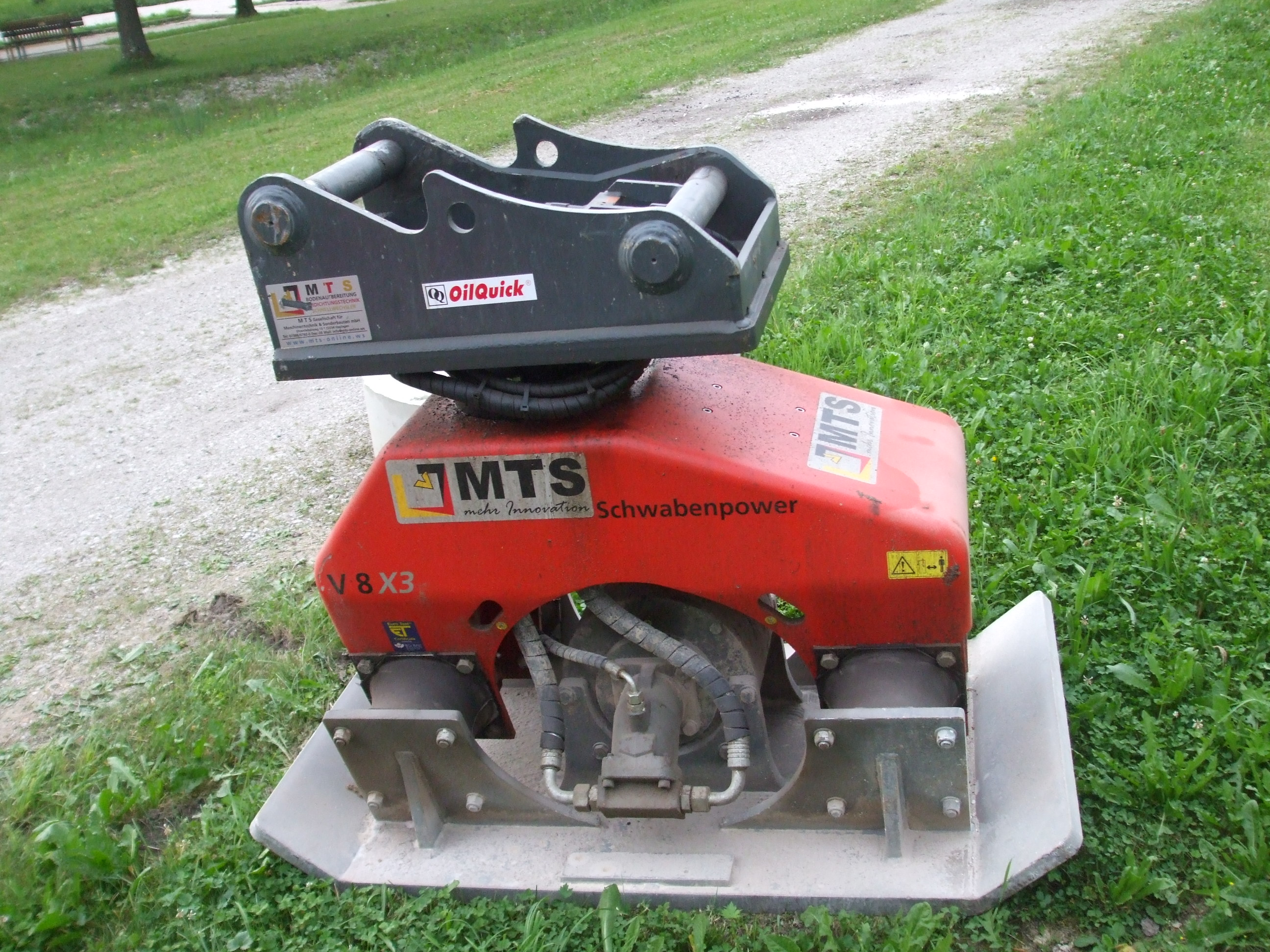
Hydraulisch angetriebene Rüttlerplatte / Anbauverdichter von MTS mit OilQuick Schnellwechsler

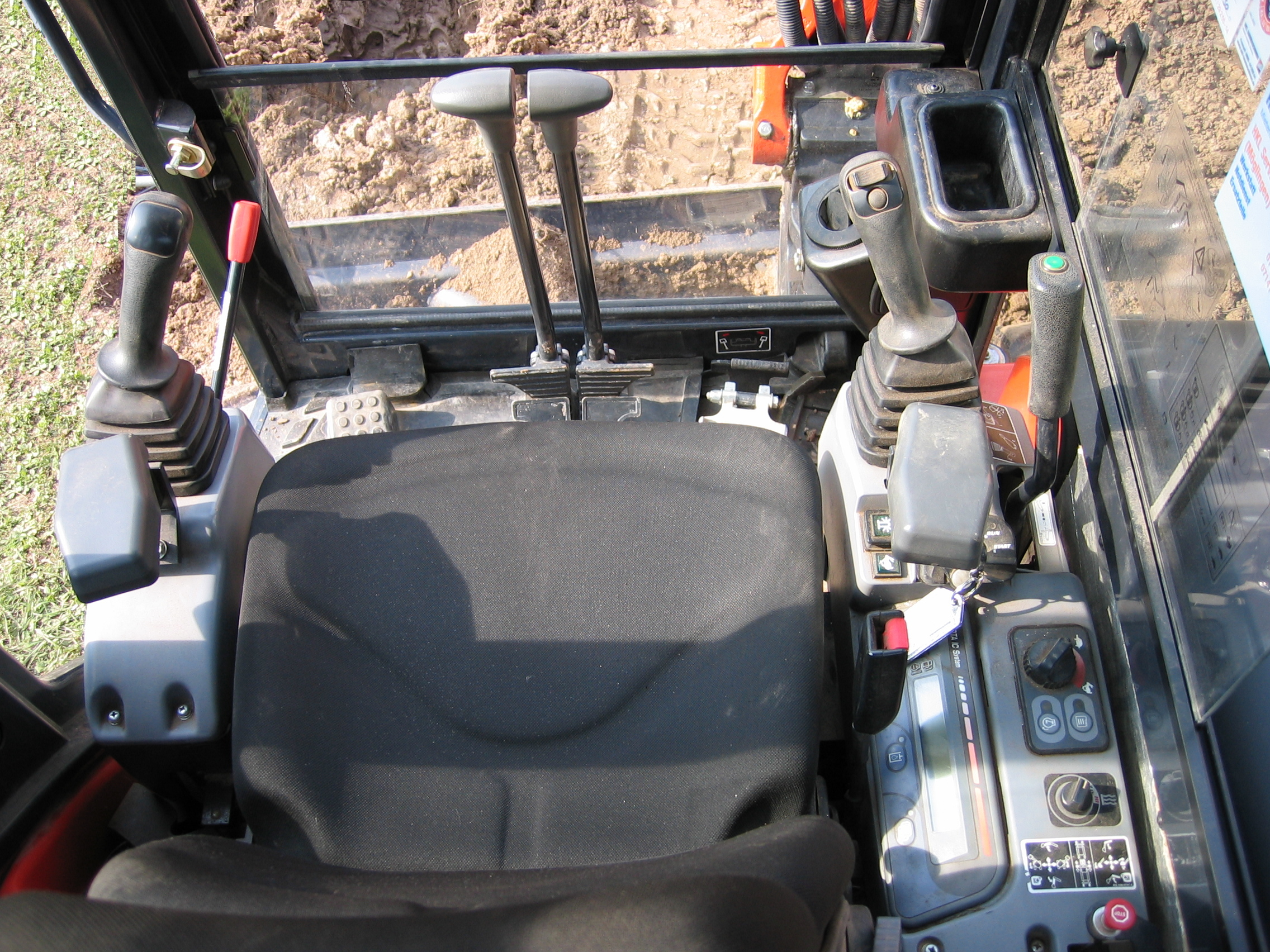
Bedienelemente eines Baggers mit Raupenantrieb und Tieflöffel

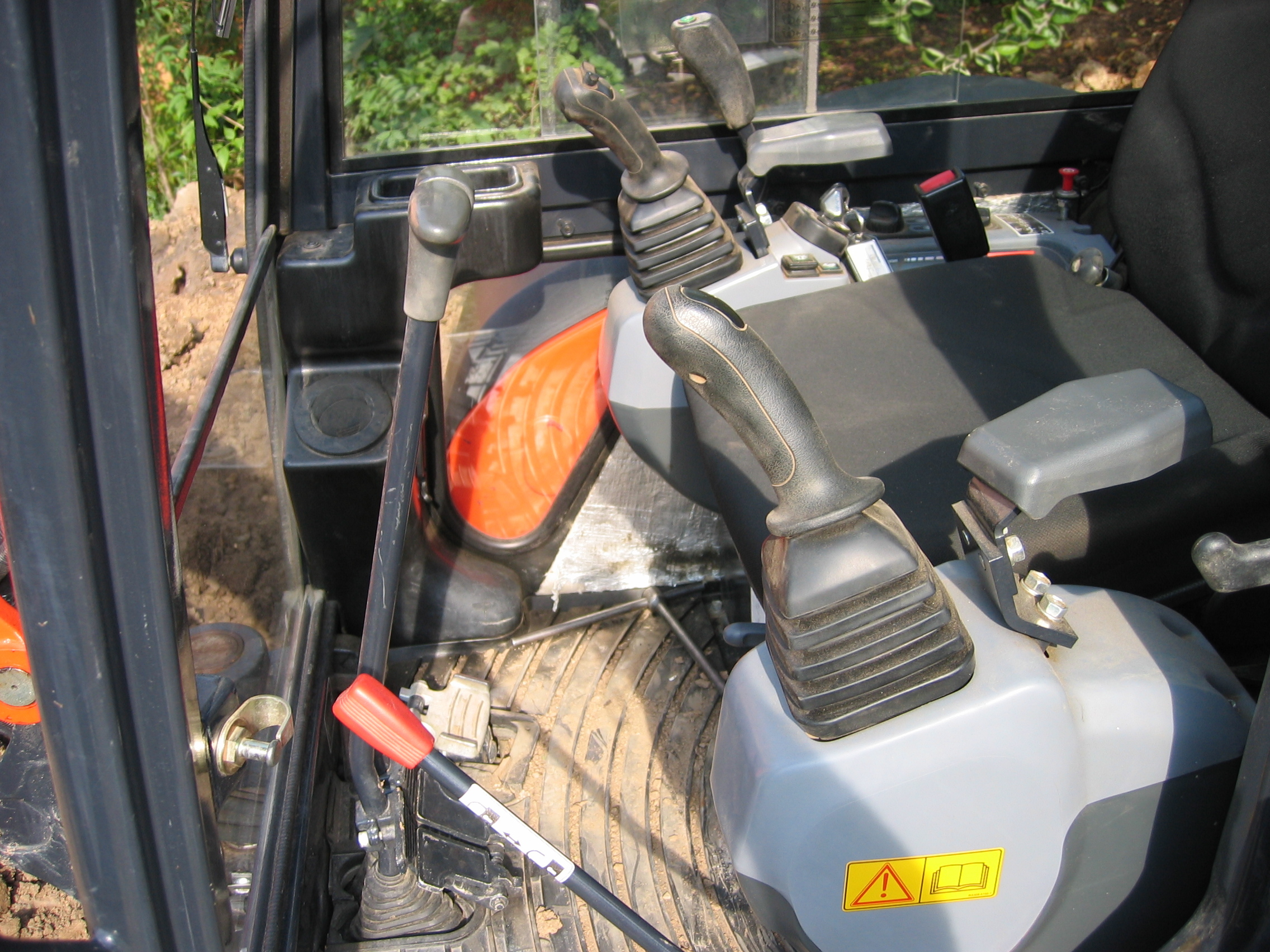
Führerstand eines Baggers mit Raupenantrieb und Tieflöffel

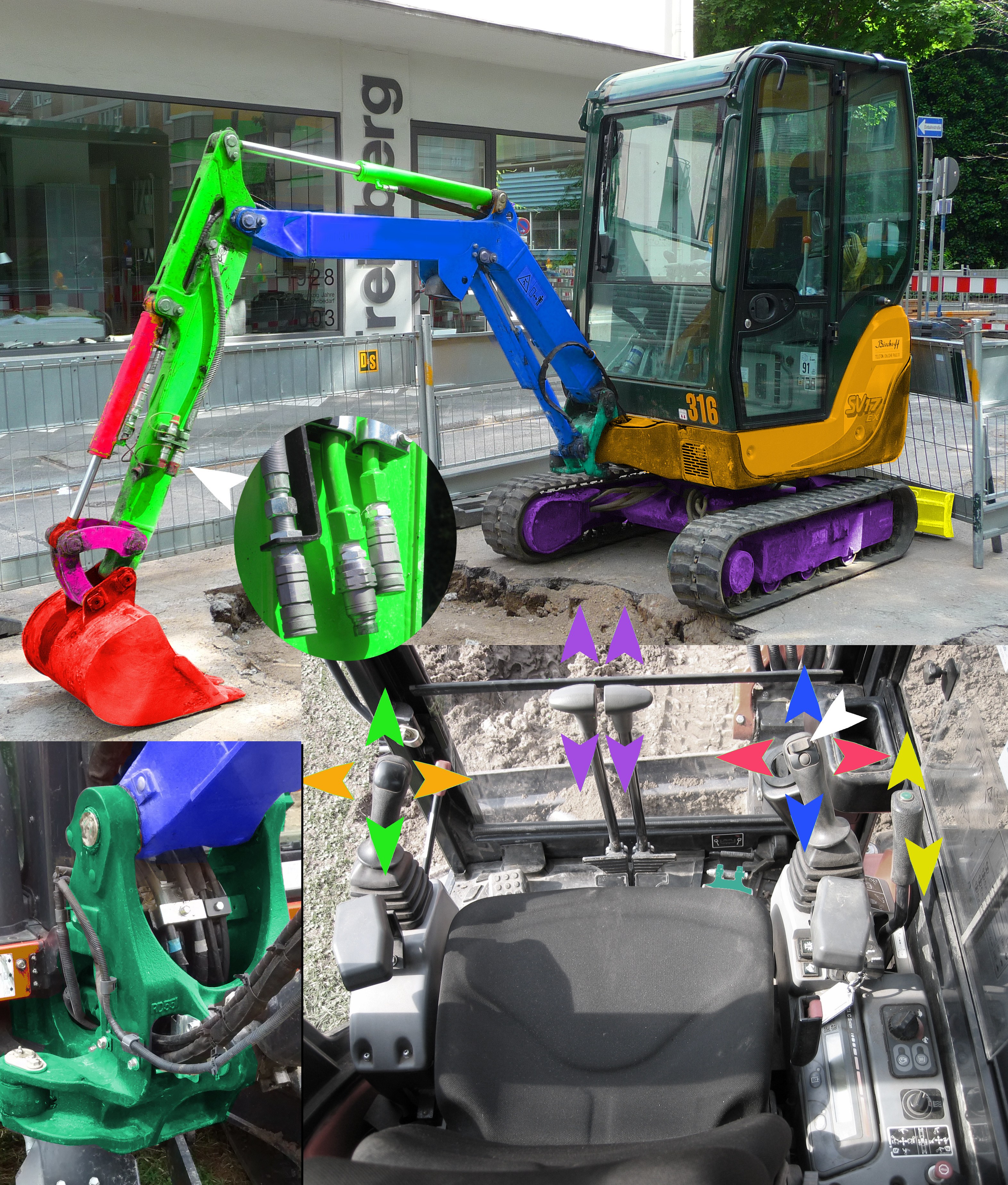
Teile und Bedienung am Bagger:
██ Planierschild (hoch⮟ ⮝runter)
██ Schwenkblock (links ⮜ ⮞ rechts)
██ Unterwagen (Gleisketten ⮝⮟ ⮝⮟)
██ Oberwagen (drehen ⮜ ⮞)
██ Ausleger (hoch⮝ ⮟runter)
██ Löffelstiel (weg⮝ ⮟her)
██ Löffel (zu⮜ ⮞auf)
██ Anbaugerät (⮜ ⮞)

- Hydraulik- oder Abbruchhammer1, Abbruchmeißel
- Xcentric Ripper (Alternative zum Hydraulikhammer)
- Abbruchzange oder Betonschere1
- Aufreißzahn
- Backenbrecherlöffel1
- Greifzahn oder excavator thumb
- Bohrgeschirr
- Fräse
- Tiltrotatoren
- Vibrationsplatte1
- Rotationssieblöffel
- Pulverisierer → Rodung

- Rodungsmesser
- Wurzelbohrer1
- Wurzelfräse1
- Baumschere1
- Roderechen1

1 hydraulisch betrieben
Zwischen den oben genannten Anbaugeräten und dem Baggerstiel ist meist eine Schnellwechseleinrichtung eingebaut (auf dem Foto des Raupenbaggers gut zu sehen, rot lackiert). Damit lassen sich die Anbaugeräte in kürzester Zeit vom Baggerfahrer wechseln, ohne dass er sein Führerhaus verlassen muss.

## Bagger für Sondereinsätze

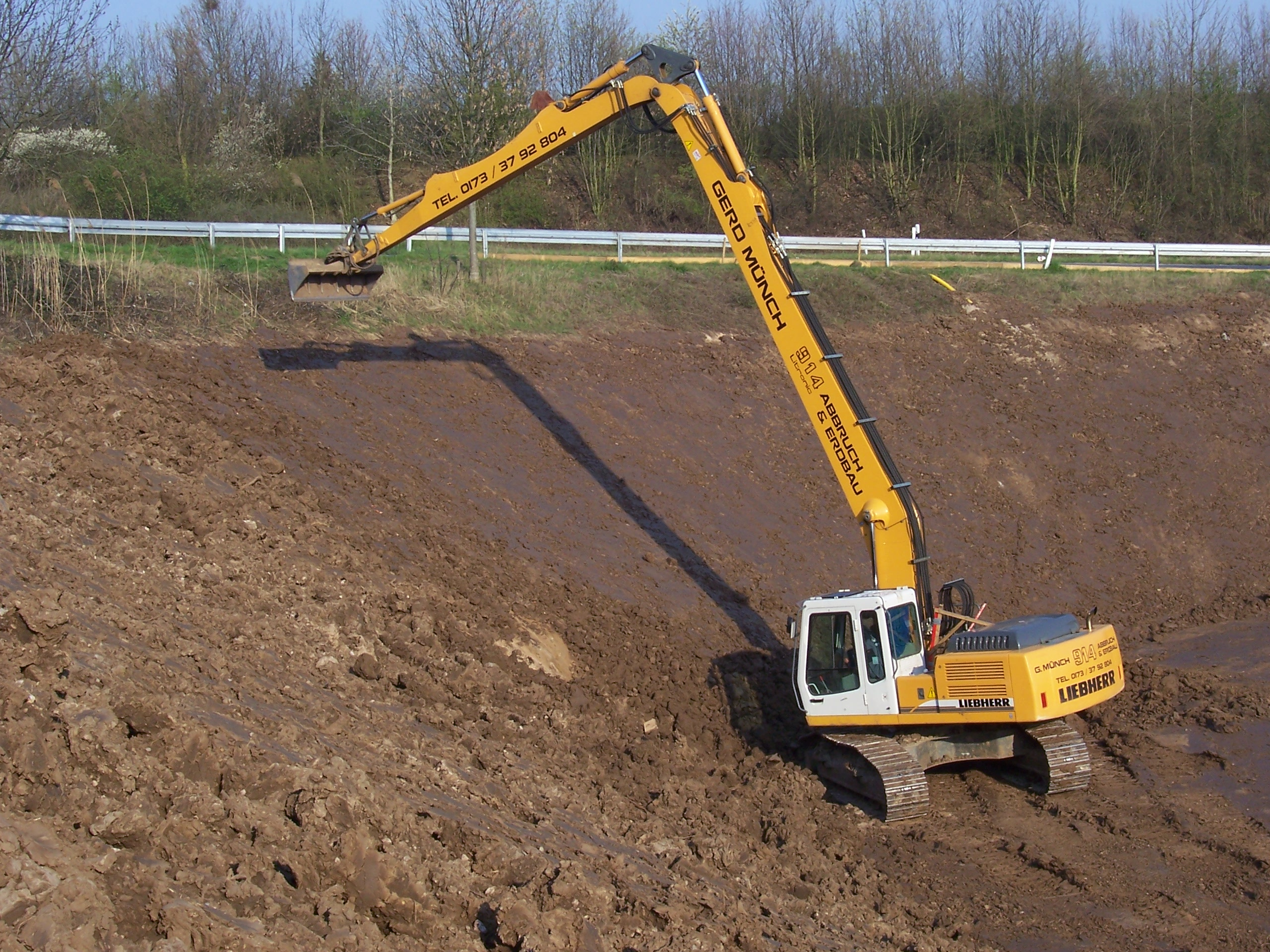
Ein Liebherr-Bagger R 914 mit Böschungsausrüstung

Für spezielle Anwendungszwecke wie z. B. den Deichbau oder allgemein die Erstellung von Böschungsprofilen werden Bagger mit besonders langen oder Teleskopauslegern eingesetzt, die durch eine vergrößerte Reichweite bessere und genauere Flächenbearbeitungen erlauben.
Ein Bagger mit langer Abbruchausrüstung ist eine besondere Maschinengattung, die in der Regel zum Abbruch eingesetzt wird. Er kann Gebäude mit einer Höhe von bis zu 60 m abbrechen.
Zu unterscheiden ist der Bagger von den Baggern mit Böschungsausrüstung, die für andere Aufgabengebiete entwickelt sind.
Ein Bagger mit langer Abbruchausrüstung verfügt standardmäßig über einen langen Ausleger, der je nach Einsatzfall aus bis zu drei Teilen besteht.
Zwei lange Auslegerteile sind mit einem kurzen Mittelstück verbunden und so flexibel und universell steuerbar.
Generell ist auch eine normale Tieflöffelausrüstung, Fachbegriff: Erdbauausrüstung, verfügbar, die mit dem Abbruchausleger ausgetauscht werden kann.

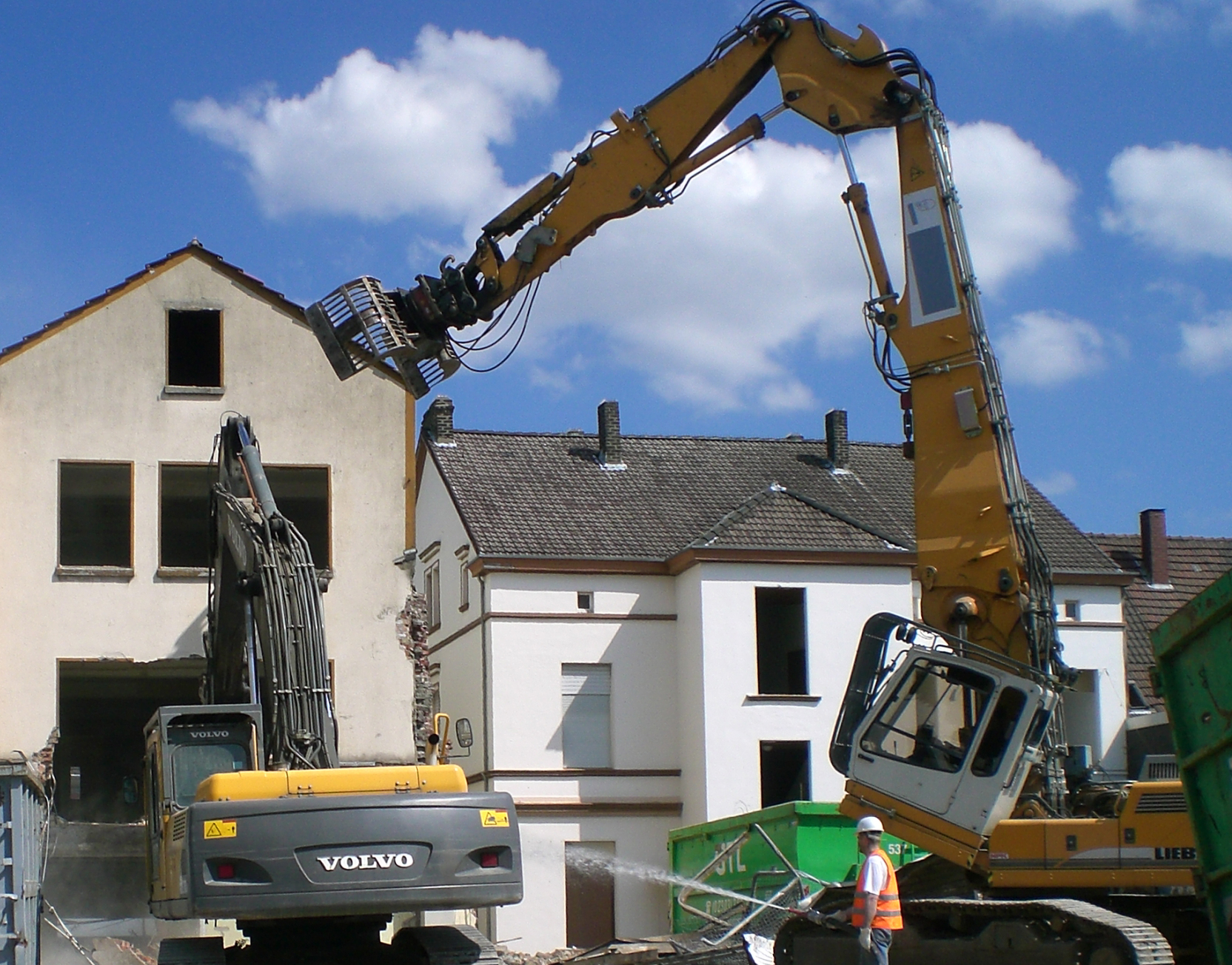
Ein Liebherr-Bagger 934 mit langer Abbruchausrüstung beim Abbruch eines mehrstöckigen Hauses

## Hersteller (Auswahl)

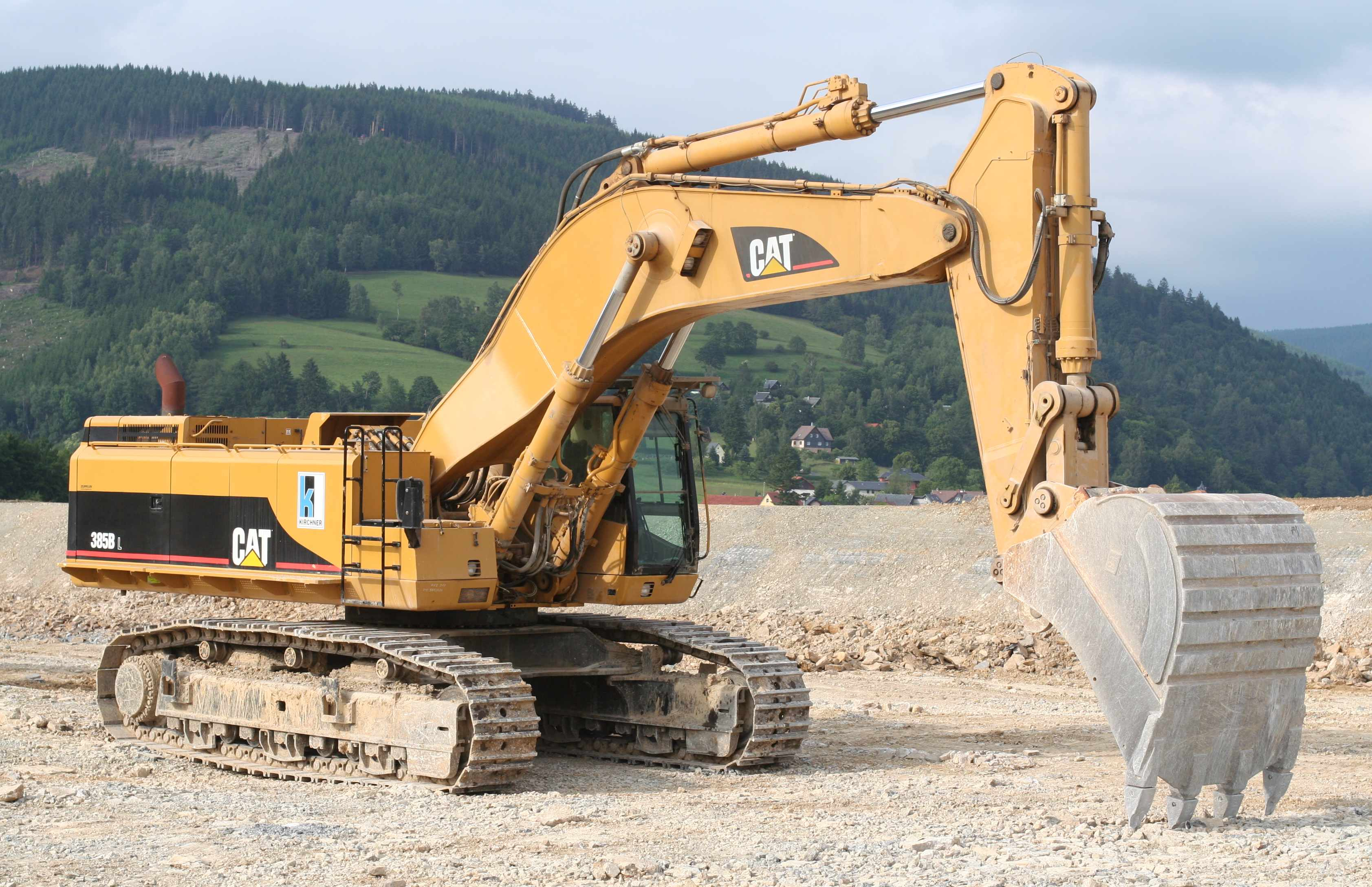
Caterpillar Raupenbagger, Tieflöffel

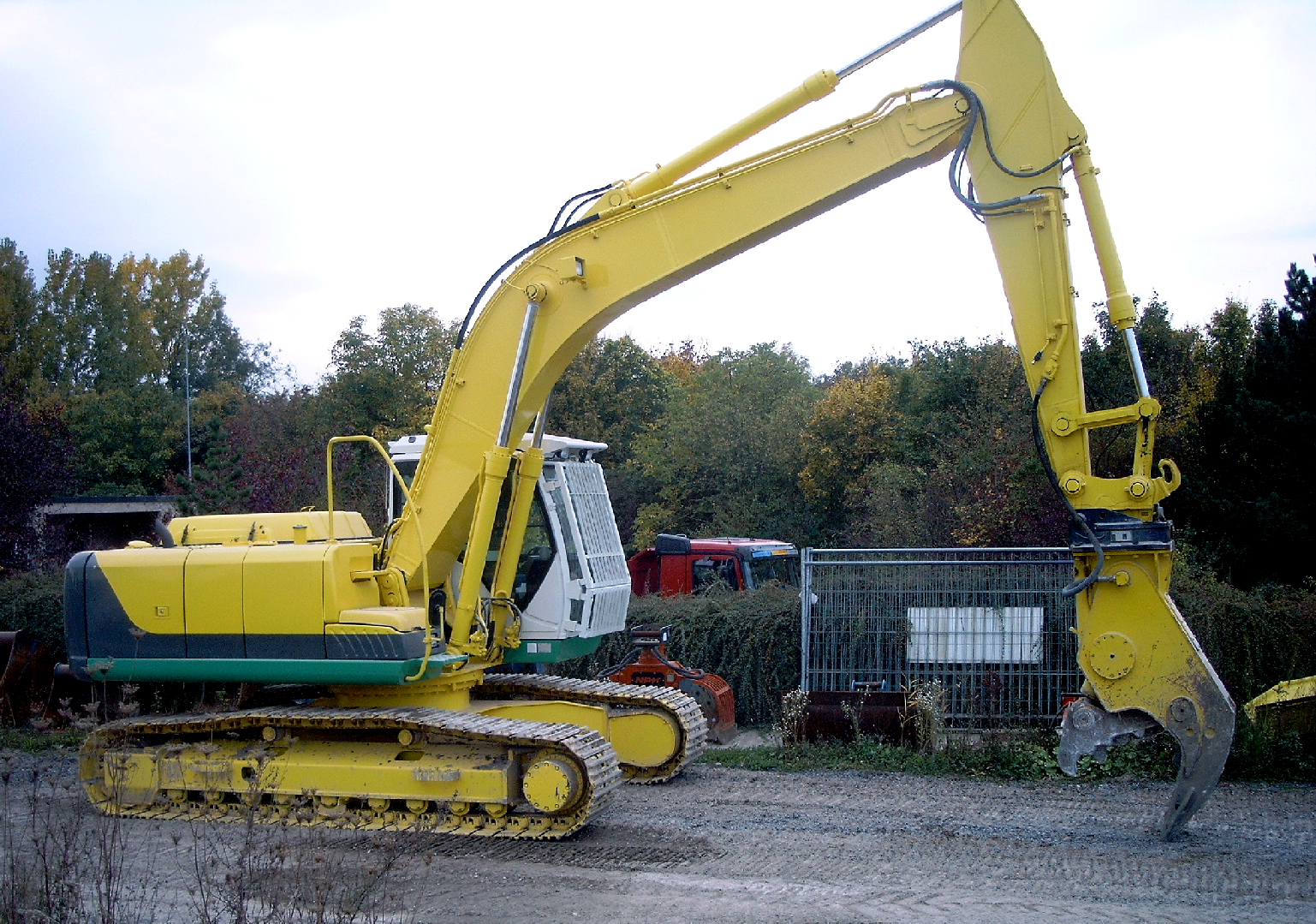
Hitachi Excavator ZX250LCN-3

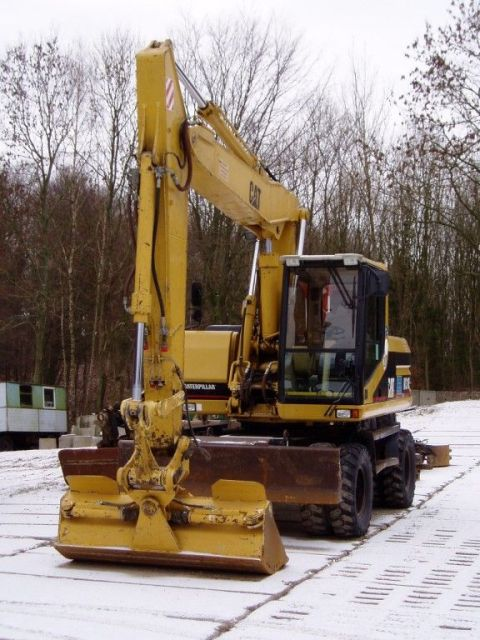
Mobilbagger Cat M318

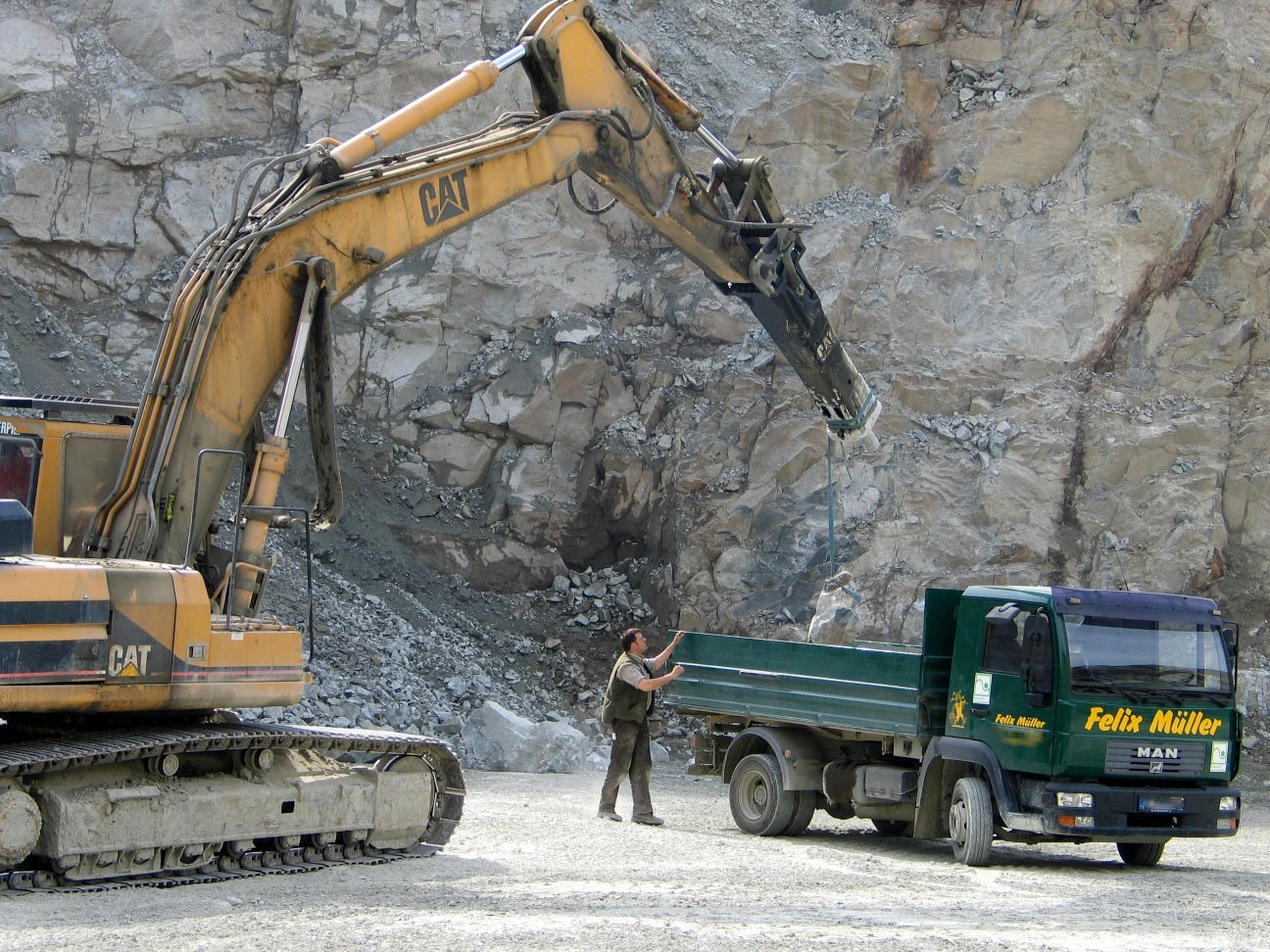
Bagger mit Hydraulikhammer in einem Steinbruch

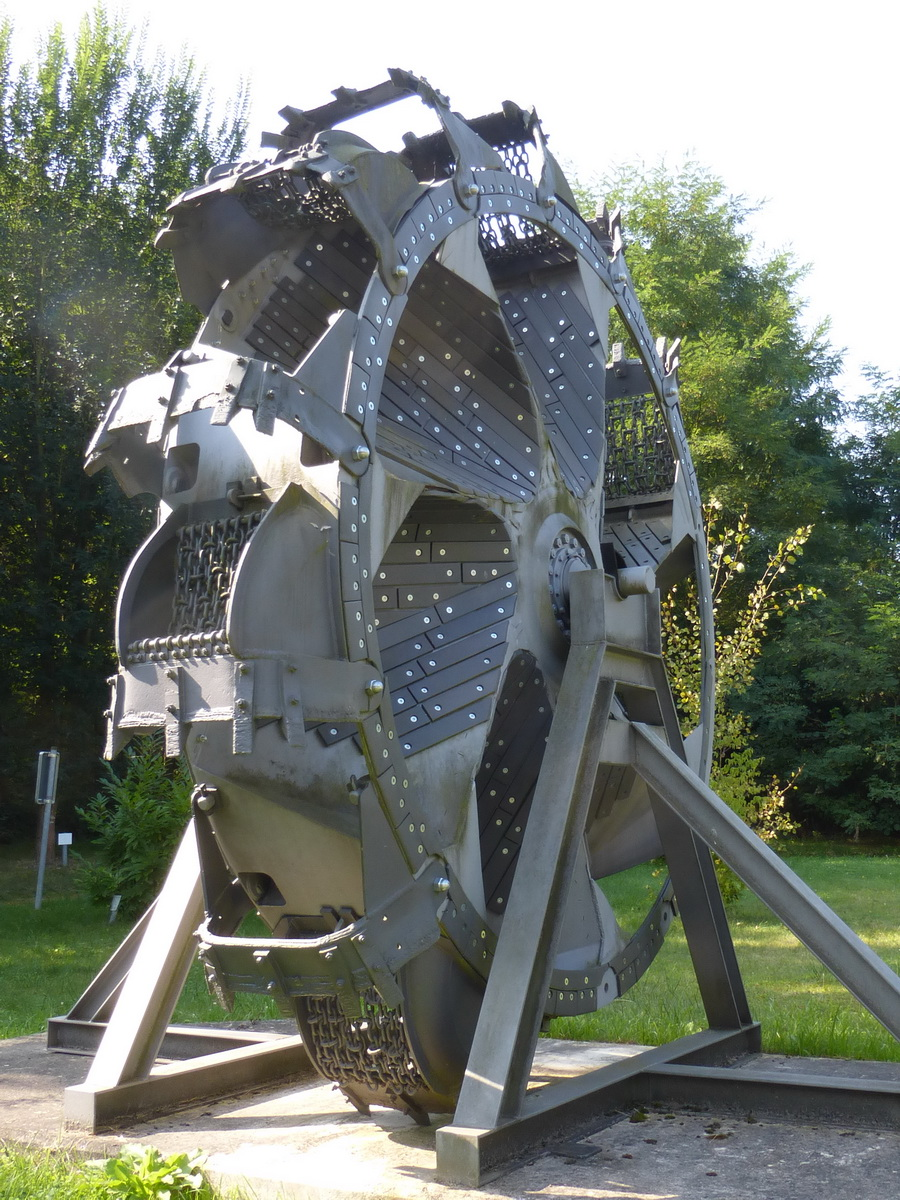
Schaufelrad eines kleineren Braunkohlebaggers. Die Ketten am Schaufelboden sollten das Festkleben des Fördergutes in der Schaufel verhindern.

### Hersteller von Baggern (alphabetisch sortiert)
- Atlas, von 2001 bis 2010: Terex-Atlas

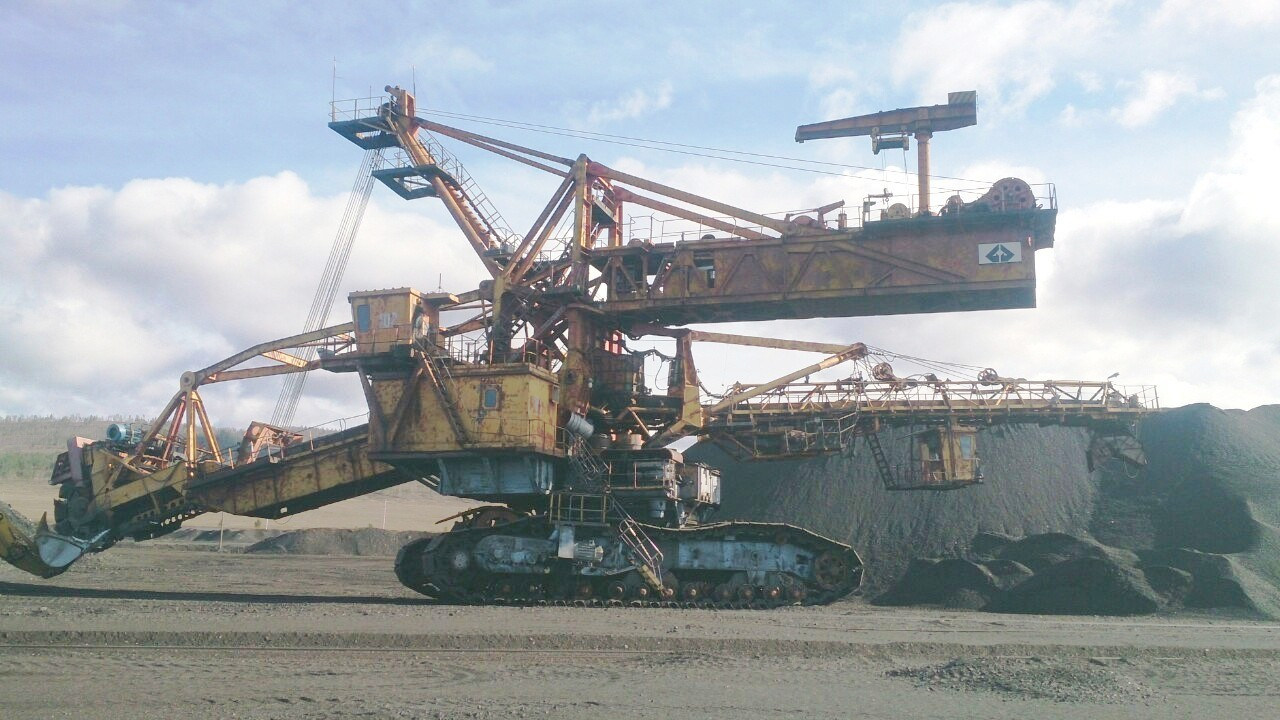
Bagger ER1250 auf der Tugnui-Kohlenmine, Burjatien, Russland

- Bobcat
- Bucyrus International
- Case CE
- Caterpillar
- Doosan
- Hefei
- Hitachi Construction Machinery
- Hydrema Baumaschinen GmbH
- Hyundai Heavy Industries
- JCB
- John Deere
- KATO
- Kobelco
- Komatsu
- Kubota
- Liebherr
- Menzi Muck
- New Holland Construction
- Sany Heavy Industry, China
- Sennebogen Maschinenfabrik GmbH
- Takeuchi, Japan
- Terex GmbH
- Volvo Construction Equipment
- Wacker Neuson
- XCMG, China
- Yanmar, Japan

## Rekorde
Die größten Bagger sind Schaufelradbagger. Das 1978 von Krupp Industrietechnik gebaute Modell „288“ arbeitet zurzeit im Tagebau Garzweiler (RWE Power) und ist seit seiner Inbetriebnahme bis heute der größte Bagger der Welt. Er hat ein Dienstgewicht von 12.840 t, eine Höhe von 96 m und eine Länge von 215 m.

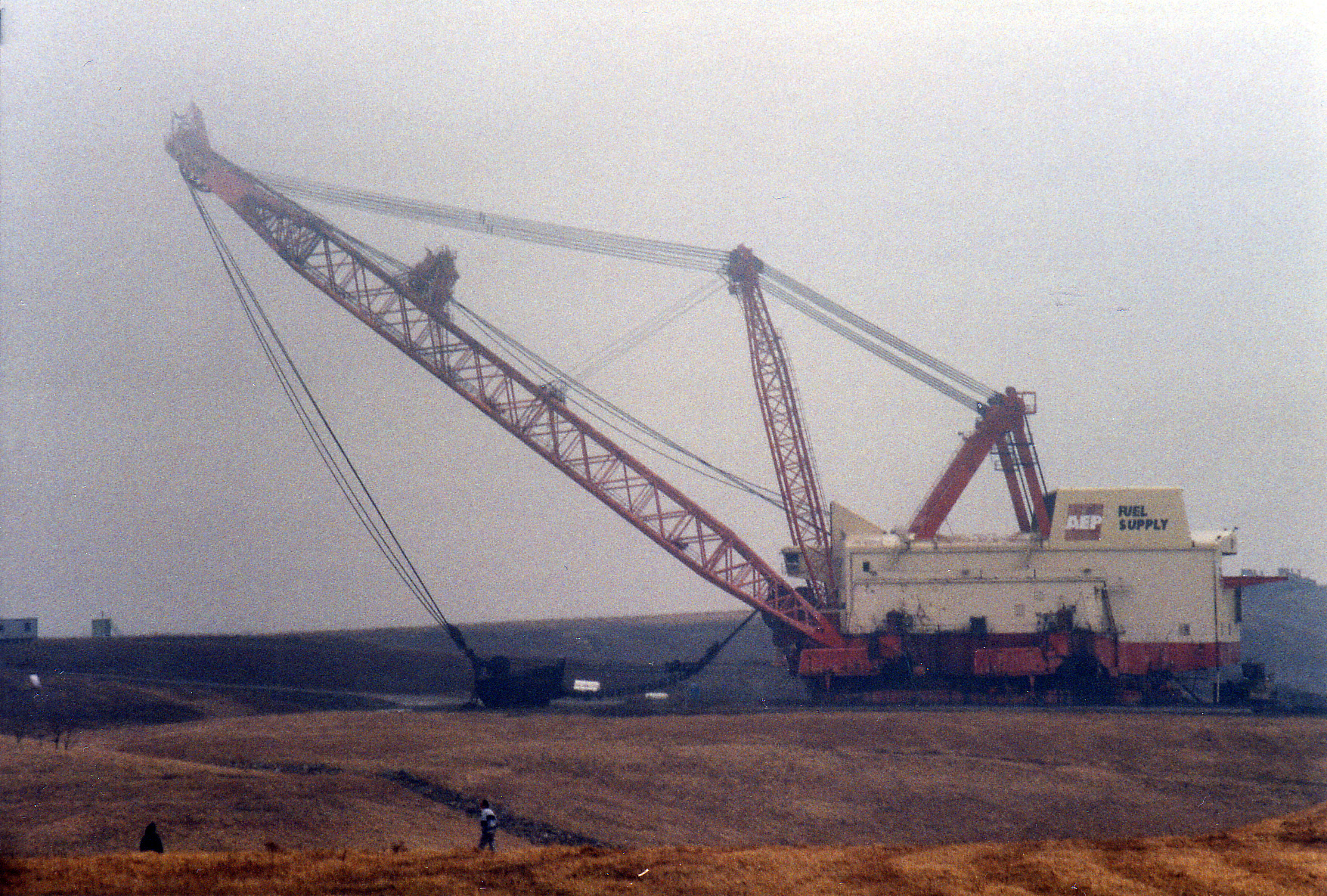
Big Muskie

Die nächste Größenordnung sind Schürfkübelbagger mit elektrischem Seilantrieb und Schreitwerk. Der Big Muskie arbeitete in den 1970ern und 1980ern in den USA. Er hatte ein Dienstgewicht von 13.500 t und einen Schaufelinhalt von 166 m³.
Der größte Hochlöffelbagger war der seilgetriebene Marion 6360 mit Kettenlaufwerk, genannt Capitain, von Marion Power Shovel in den USA. Das Dienstgewicht betrug 12.700 t und die Schaufel fasste etwa 138 m³. Er wurde 1992 verschrottet. Der nächstkleinere Hochlöffelbagger namens Big Brutus kann noch betrachtet werden.
Der größte hydraulische Hochlöffelbagger der Welt ist seit 2013 der Caterpillar 6120B H FS mit einem Dienstgewicht von 1270 t und einem Löffelinhalt von bis zu 65 m³. Zuvor hielt diesen Rekord der RH 400 (ehemals Orenstein & Koppel) mit 980 t Einsatzgewicht und einem Löffelinhalt von 52 m³, der nach mehreren Firmen-Übernahmen unter anderem auch im ehemaligen O&K-Werk in Dortmund-Dorstfeld als Caterpillar 6090 hergestellt wurde.
Der größte hydraulische Tieflöffelbagger der Welt ist der 2012 vorgestellte Liebherr R9800 mit einem Dienstgewicht von 800–810 t und einem Löffelinhalt von bis zu 47,5 m³.
Der größte Abbruchbagger mit langer Ausrüstung in Europa war der bis zu 90 m hoch reichende Cat 5110B, der vom inzwischen aufgelösten niederländischen Unternehmen Rusch gebaut worden war. Der Verbleib der Maschine ist unbekannt.
Die weltweit größten Abbruchbagger baut Kobelco. Der SK 3500D ist eine Maschine von Kobelco mit einem Einsatzgewicht von bis zu 327 t. Der SK 3500D kann auf einer Höhe von 65 m mit einer 2,9 t schweren Abbruchschere arbeiten.
Der schnellste Bagger der Welt laut Guinness Buch der Rekorde ist der JCB GT mit 116,82 km/h. Der Bagger wiegt 3,8 t und ist 755 PS stark.

## Lärm
Als Anhaltspunkt für den Baustellenlärm eines typischen Baggers wurden in einem WHO-Bericht 90 dB in 10 m Entfernung, d. h. etwa 32 Sone, angegeben.

## Sicherheit
In Deutschland ist eine jährliche UVV-Überprüfung (nach Richtlinien der Berufsgenossenschaften) bei Baggern vorgeschrieben.

## Modellbau, Spielzeug
Es gibt voll funktionsfähige, funkferngesteuerte Baggermodelle, die kleinere Erdarbeiten verrichten können. Wie die großen Bagger verfügen sie über eine Hydraulik.
Einfache mechanische Blechspielzeug-Seilbagger für das Zimmer funktionierten über Schnurzug via zwei kleiner Kurbeln, Schwenken und Fahren – alles direkt von Hand. Mit Metall- oder Holzbaukästen können mit viel Aufwand frei oder nach Vorlage funktionierende Bagger gebaut werden. 

## Spielgeräte
In Automatenspielhallen gibt es an 2 bis 4 Seiten verglaste Geräte, in denen – elektromotorisch über Bedienhebel oder -tasten – mit einem an der Decke verfahrbaren Seil-Doppelgreifer oder aber einem Knickarm-Greifer Spielobjekte, wie etwa farbige Bälle versetzt werden können, um Punkte zu erzielen. Bei einem anderen Typ besteht bei knapp bemessener Spielzeit die Chance eine von vielen transparenten Kugeln in eine Ausgabeöffnung zu baggern, um den Inhalt der Kugel als Belohnung zu erhalten.
Es gibt Bagger mit rein mechanischen Konstruktionen als kostenloses Geschicklichkeitsspiel auf Spielplätzen oder im Foyer von Einkaufszentren oder Möbelhäusern. Diese stehen fest auf dem Boden und mit Hebeln für die Hände können Arm und Schaufel bewegt werden. Oftmals können so Sand oder Kunststoffbälle bewegt werden.

## Mediale Bedeutung
In der Fernsehsendung Wetten, dass..? gab es 17 Baggerwetten. Dabei galt es, mithilfe eines Baggers einen Turm zu besteigen, ein Feuerzeug anzuzünden, Tennis zu spielen oder mit einem Pinsel die Buchstaben des Senders ZDF auf das Dach eines PKWs zu schreiben.

## Medienberichte
- Olaf Schmidt: Bagger – Giganten der Baustelle. WDR 2012